# Settimana Santa di Ruvo di Puglia
I riti della Settimana Santa di Ruvo di Puglia costituiscono l'evento principale che si svolge nella cittadina pugliese. Il folklore e le tradizioni sacre e profane, tipiche della tradizione ruvestina, rappresentano un grande richiamo per i turisti provenienti dalle città limitrofe e dal resto d'Italia, e sono stati inseriti dall'IDEA tra gli eventi del patrimonio immateriale d'Italia.
Gli eventi di maggiore attrazione sono costituiti dai cortei processionali che cominciano con il venerdì di passione, precedente alla domenica delle Palme, con la processione della Desolata. Il Giovedì santo è segnato dalla suggestiva processione notturna degli Otto santi, mentre il Venerdì santo è il turno dei Misteri. La processione della Pietà del Sabato santo chiude i riti penitenziali. 
La Domenica di Pasqua si svolge la processione di Gesù risorto, mentre il lunedì dell'Angelo con la processione dell'Annunziata nel borgo di Calendano terminano tutti i riti processionali pasquali.
I cortei processionali hanno origini diverse e sono legati alle attività delle rispettive confraternite. La processione più antica è quella del Venerdì santo, risalente al Seicento, mentre le altre processioni sono state introdotte tra la fine dell'Ottocento e l'inizio del Novecento. I cortei processionali hanno conosciuto una continuità storica interrotta solo dalle due guerre mondiali e dall'epidemia di Covid-19 nel 2020 e 2021.  

## Storia

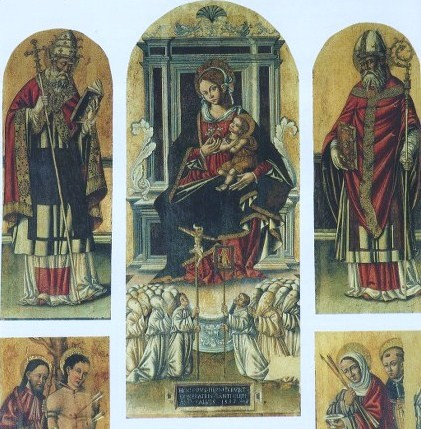
Madonna con Bambino tra i confratelli oranti e i santi Cleto, Biagio, Rocco ed altri, 1537, chiesa del Purgatorio

### Le confraternite a Ruvo
La prova dell'esistenza delle prime confraternite ruvestine può essere ricavata dal polittico, opera bizantina siglata Z. T., raffigurante la Madonna col Bambino e confratelli, in cui compare la scritta "Hoc opus fieri fec(e)runt, confratres san(c)ti Cleti, anno salut(i)s 1537" e conservato nella chiesa del Purgatorio, nella navata sinistra, quella dedicata a San Cleto. 
La nascita delle confraternite ruvestine si colloca nel periodo della controriforma e attualmente sono soltanto quattro i sodalizi ancora attivi. Come riportato dal polittico, la prima confraternita di cui si ha notizia è la confraternita di San Cleto, i cui confratelli oranti sono rappresentati proprio nel dipinto vestiti con sacco bianco e incappucciati. Nello stesso periodo, Ruvo vide la nascita della confraternita del Santissimo Nome di Gesù nella ex chiesa del Rosario, ora di san Domenico, a cura dei padri domenicani.
Tra le altre confraternite antiche e non più in attività ci sono la confraternita della Concezione e la confraternita dedicata al Monte della Pietà, le quali svolgevano attività caritativo-assistenziali. Datata 1543 è la confraternita del Santissimo Sacramento fondata nella concattedrale di Ruvo di Puglia, i cui confratelli vestivano un saio paonazzo e si dedicavano all'assistenza degli infermi e alla costituzione della dote per due povere ragazze. Tra queste prime confraternite bisogna ricordare soprattutto il sodalizio dedicato a san Carlo Borromeo, ora non più esistente, che svolse un ruolo di primissimo piano nella società ruvestina. Seguono, in ordine cronologico, le quattro confraternite attive che si occupano della Settimana Santa: confraternita di San Rocco (1576), arciconfraternita del Carmine (1604), confraternita del Purgatorio (1678) e confraternita Purificazione-Addolorata (1777).

### Le quattro confraternite
Nello schema riassuntivo sono sintetizzati i caratteri principali delle quattro confraternite ancora attive, elencate in ordine di età. Gli stemmi delle quattro confraternite sono sovrapposti su un campo rappresentante l'abito dei confratelli.
| Confraternita                                                                    | Abito confratelli | Abito consorelle | Abito portatori | Processione penitenziale | Anno di fondazione        |
| -------------------------------------------------------------------------------- | --- | --- | --- | --- | ------------------------- |
| Confraternita Opera Pia san Rocco                                                | Camice bianco, mozzetta e cingolo rosso porpora, medaglione raffigurante San Rocco (solo in occasione della Settimana Santa i confratelli indossano anche buffa bianca e guanti neri).                                               | Abitino azzurro su cui sono ricamate le iniziali MBC (dal latino Mater Boni Consilii, Madre del Buon Consiglio). Solo in occasione della Settimana Santa le consorelle indossano anche un sotto - abito nero, un velo nero e guanti neri.                | Camice bianco, fiocchetto rosso porpora, cingolo rosso porpora, scapolare rosso con immagine de Il trasporto di Cristo al sepolcro di Antonio Ciseri e guanti neri. | Processione della Deposizione di Cristo dalla croce, detta degli Otto Santi, Giovedì Santo ore 2:30, chiesa di San Rocco | 1576 (rifondata nel 1781) |
| Arciconfraternita del Carmine                                                    | Camice bianco, mozzetta e cingolo color rosso carminio, medaglione raffigurante la Madonna del Carmine (solo in occasione della Settimana Santa i confratelli indossano anche i guanti neri).                                        | Abitino rosso carminio su cui sono ricamate le iniziali MdC (Madre del Carmelo). Solo in occasione della Settimana Santa le consorelle indossano anche un sotto - abito nero, un velo nero e guanti neri.                                                | Camice bianco, fiocchetto rosso carminio, cingolo rosso carminio, scapolare di cordoncino rosso con santino della statua (l'immagine varia per ogni simulacro dei misteri) e guanti neri. Si fa eccezione per l'Addolorata, il cui fiocchetto, scapolare e cingolo sono di colore nero. | Processione del Cristo morto, venerdì santo ore 15:30, il simulacro entra in cattedrale (tradizione mantenuta sino al 2016). Alle 18:20 circa il Cristo morto si unisce agli altri otto misteri, già usciti alle 18 dalla chiesa del Carmine, momento in cui l'Addolorata incrocia con lo sguardo il viso di suo figlio ormai morto. | 1604                      |
| Confraternita del Purgatorio sotto il titolo di "Maria Santissima del Suffragio" | Camice bianco, tracolla e cingolo nero, medaglione raffigurante un teschio con due tibie incrociate sovrastato da una croce (solo in occasione della Settimana Santa i confratelli indossano anche i guanti neri e la buffa bianca). | Abitino nero con immagine raffigurante la Madonna del Suffragio sul davanti e le iniziali MSS (Maria Santissima del Suffragio). Solo in occasione della Settimana Santa le consorelle indossano anche un sotto - abito nero, un velo nero e guanti neri. | Camice bianco, fiocchetto nero, cingolo nero, scaplare di cordoncino nero con santino del simulacro e guanti neri. | Processione della Pietà, sabato santo ore 16:30, chiesa del Purgatorio. | 1678                      |
| Confraternita Purificazione Addolorata                                           | Camice bianco,mozzetta avorio, tracolla nera e cingolo celeste, medaglione raffigurante l'Addolorata (solo in occasione della Settimana Santa i confratelli indossano anche i guanti neri e la buffa nera).                          | Abitino nero su cui sono ricamate davanti e dietro le iniziali MD ("Mater Dolorosa", Madre Addolorata). Solo in occasione della Settimana Santa le consorelle indossano anche un sotto - abito nero, un velo nero e guanti neri.                         | Camice bianco, fiocchetto celeste, cingolo celeste, medaglione raffigurante l'Addolorata e guanti neri. Lo scapolare cambia in occasione della processione del Cristo Risorto, la cui immagine impressa, ritrae appunto il simulacro.                                                   | Processione della Desolata, venerdì di passione ore 17:30, chiesa di san Domenico. Domenica di Pasqua ore 9:30, Processione di Gesù risorto. | 1777                      |

#### Confraternita Opera Pia San Rocco

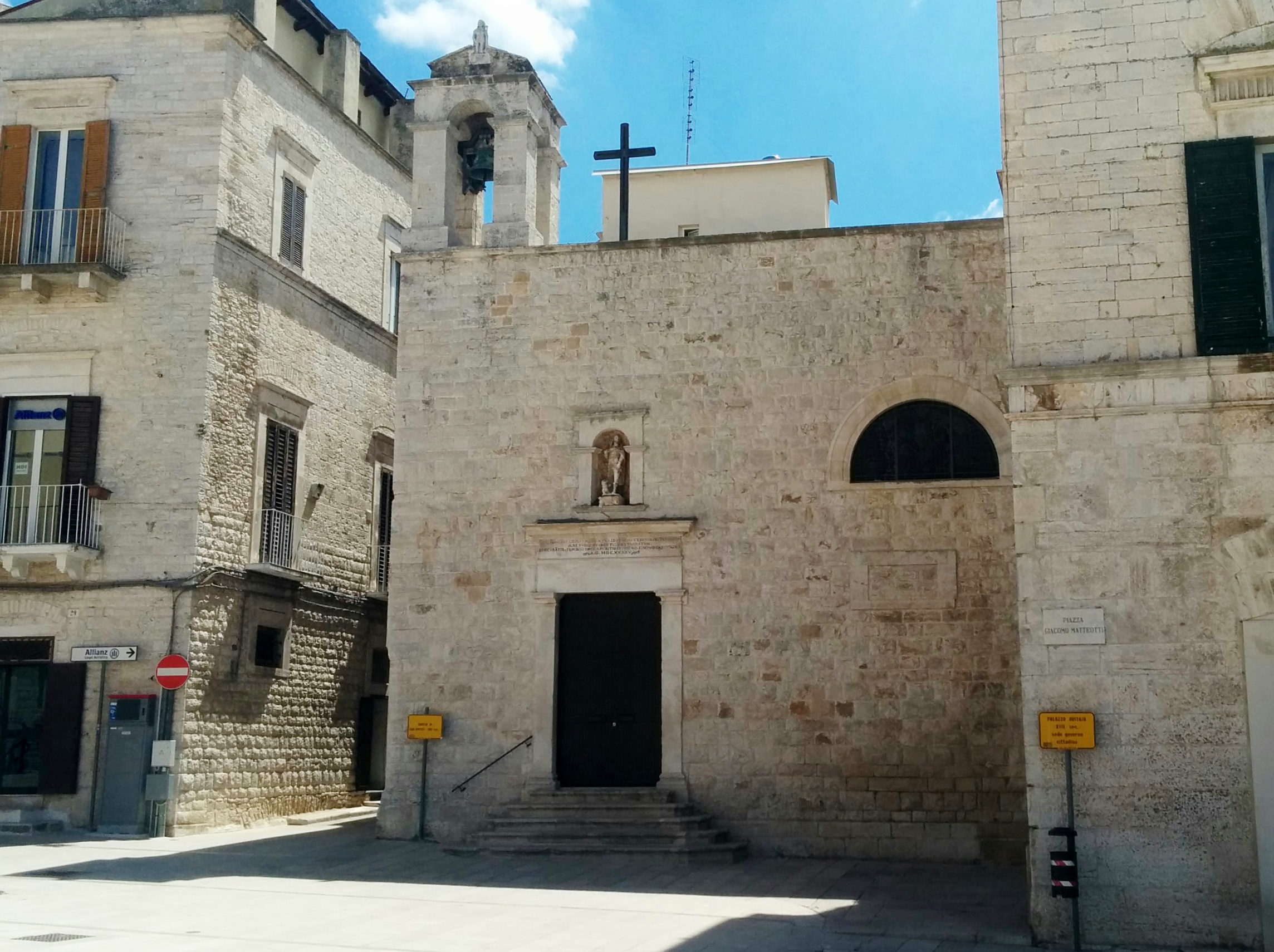
Chiesa di San Rocco, Ruvo di Puglia

Con lo scioglimento della confraternita di San Carlo Borromeo verso la fine del Cinquecento, la Confraternita Opera Pia San Rocco può essere considerata a tutti gli effetti il più antico sodalizio ancora in attività a Ruvo. Le origini del culto di san Rocco sono sicuramente frutto dell'influenza veneziana, padrona dell'Adriatico nel 1500, ma anche della devozione popolare: nel 1502 la città di Ruvo venne afflitta da una terribile pestilenza, causata probabilmente dai continui scontri tra gli occupanti francesi e gli spagnoli che sfoceranno nella disfida di Barletta.
San Rocco sarebbe apparso sotto le sembianze di un viandante sia al primo magistrato sia al vescovo dell'allora diocesi di Ruvo, invitandoli a pregare. Poco tempo dopo la pestilenza terminò e in segno di devozione nel 1503 la cittadinanza eresse una piccola chiesa in suo onore. Secondo la leggenda, nella stessa chiesa di San Rocco, i tredici francesi capitanati da Guy la Motte, d'istanza a Ruvo, avrebbero pernottato e partecipato alla santa messa, prima di partire per Barletta per la disfida. La confraternita nacque il 28 ottobre 1576, come testimoniano le due iscrizioni murarie presenti una sull'architrave dell'ingresso e una all'interno della chiesa: fu papa Gregorio XIII a concedere le indulgenze ai "confrati di santo Roccho de Ruvo". L'estrazione sociale dei confratelli di San Rocco era senza dubbio umile, infatti i quaranta confratelli che firmarono l'atto costitutivo della congrega, lo fecero usando una croce, questi erano infatti analfabeti e contadini. Il sodalizio fu infatti definito povero nella relazione del 1593 del vescovo Gaspare Pasquali, tanto che i confratelli vivevano di elemosina anche per far fronte alle spese di restauro e di addobbo della chiesa. Nelle "relationes ad limina" (ovvero una relazione riguardo allo stato della diocesi) dei vescovi Saluzio, Memmoli, Caro, Alitto e Morgione si deduce lo scioglimento della confraternita tra il Seicento e il Settecento, causato da una mancanza di fondi che portò alla silenziosa e progressiva fine del sodalizio. L'8 agosto 1781 il re Ferdinando IV firmò la richiesta per il Regio Assenso al nuovo statuto confraternale, sancendo così la rinascita della congrega. Il nuovo statuto prevedeva l'assistenza tra i confratelli stessi e l'istituzione del Monte di San Rocco. 

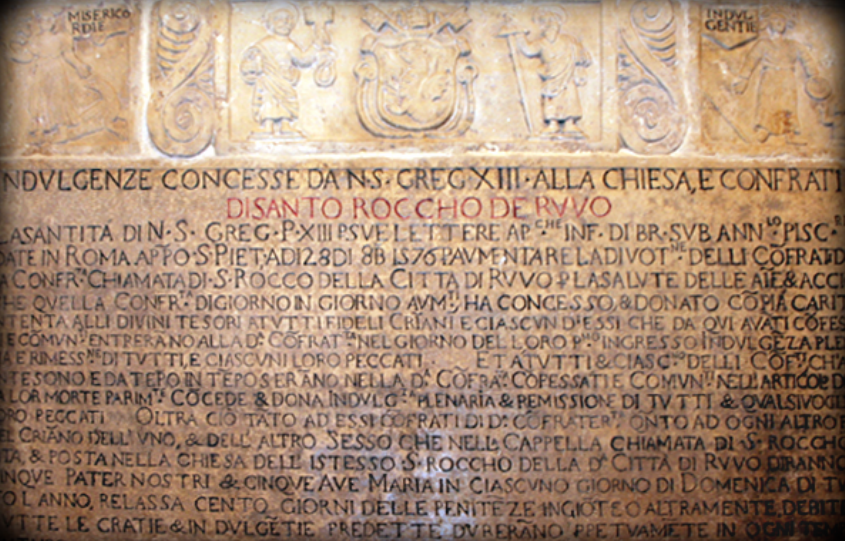
Inscrizione muraria all'interno della chiesa che attesta l'esistenza della confraternita nella seconda metà del XVI secolo

La chiesetta di San Rocco cominciò ad arricchirsi di opere d'arte commissionate dagli stessi confratelli come la statua lignea di san Rocco, risalente al XVII secolo, ospitata nella nicchia principale che sovrasta l'altare; il dipinto a olio, di scuola napoletana, rappresentante la Madonna del Buon Consiglio, conservato in una teca esposta nella chiesa; la statua argentea di san Rocco di Giuseppe Sanmartino del 1793, conservata nella Cattedrale, tra l'altro esposta in occasione dell'emergenza Covid-19 nel 2020, per invocare l'intercessione del santo e placare la pandemia. Il 16 marzo 1919 la confraternita di San Rocco decise di dotarsi di un simulacro da far sfilare durante la Settimana Santa: il compito venne assegnato al maestro cartapestaio leccese Raffaele Caretta, che si ispirò al dipinto Il trasporto di Cristo al sepolcro di Antonio Ciseri del 1883. Il simulacro rappresenta pienamente e drammaticamente gli stessi personaggi dell'opera di Ciseri; a guidare il gruppo e a sostenere il sudario in cui è avvolto il corpo esanime di Gesù ci sono Giuseppe d'Arimatea e Nicodemo davanti e san Giovanni a sostenere il lenzuolo alle spalle del Cristo; chiudono il gruppo Maria di Cleofa, la quale sorregge una quasi svenuta Maria, Salome e una penitente Maria di Magdala. Il gruppo statuario esordì il 17 aprile 1920 e varcò per la prima volta la soglia della chiesa di San Rocco nel tardo pomeriggio; la stessa scena si ripete ancora oggi con la marcia funebre Eterno dolore di Pancaldi che apre la processione, spostata dal 1921 al consueto orario notturno delle 2:30.

#### Arciconfraternita del Carmine

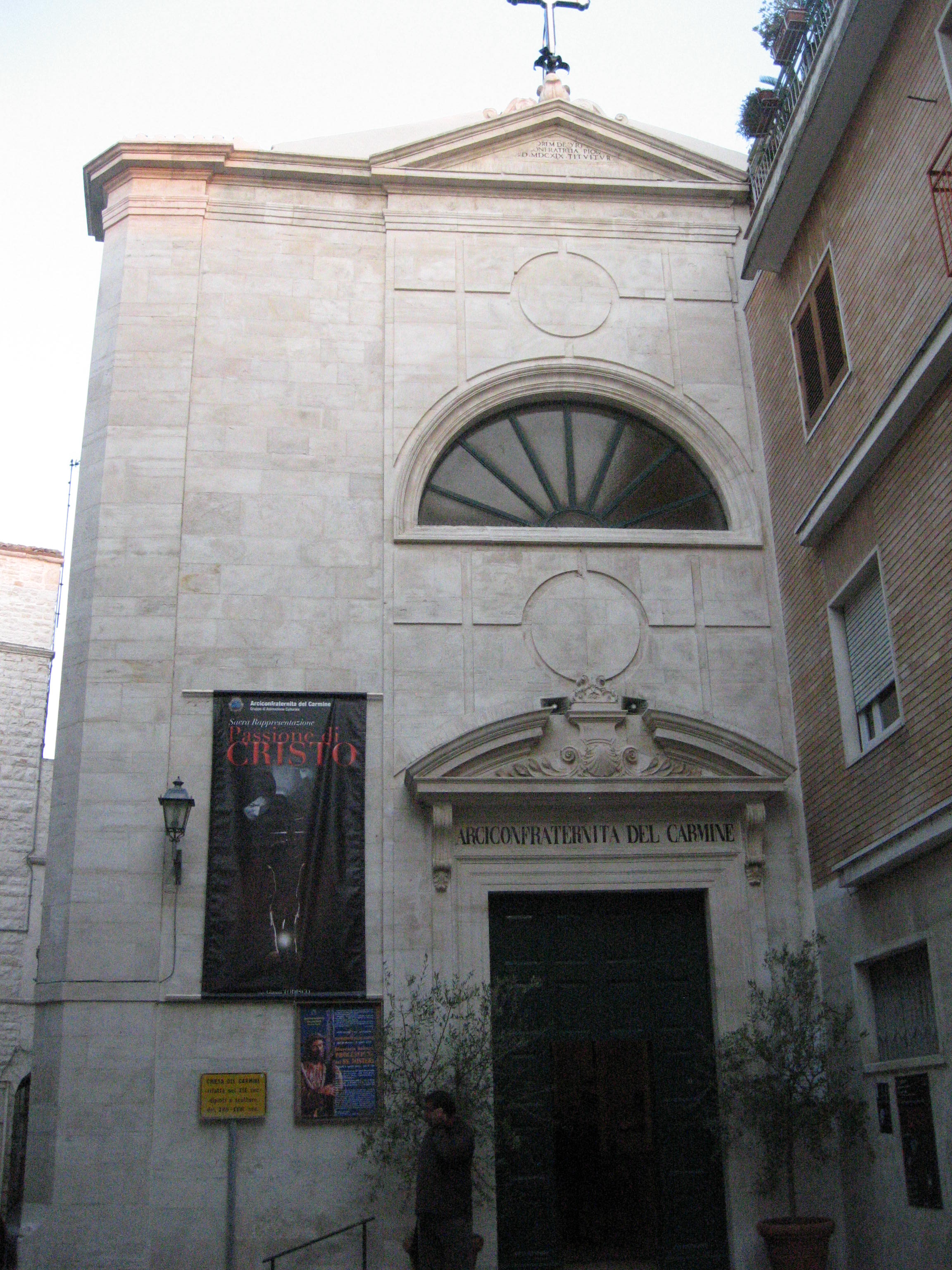
Chiesa del Carmine, Ruvo di Puglia

L'arciconfraternita del Carmine si contrappone alla modestia della confraternita di San Rocco. Fondata il 15 maggio 1604 per conto di ecclesiastici e notabili, dopo che il vescovo Gaspare Pasquali ebbe approvato lo statuto della confraternita, essa si ritrovò subito a essere la più ricca e influente nel panorama ruvestino: basti soltanto pensare che un terzo dei 141 confratelli originari era composto da ecclesiastici. La neonata confraternita trovò sede nella chiesa di San Vito, affidata a patto che il sodalizio si impegnasse nel suo restauro: la stessa chiesa, una volta completata la ristrutturazione, fu intitolata alla Madonna del Carmine titolare dell'omonima arciconfraternita. L'originario statuto prevedeva che il rettore delegasse a due confratelli il compito di visitare i carcerati, di assistere gli infermi e di raccogliere l'elemosina ogni giovedì.
Durante i periodi di raccolta, una coppia di confratelli si aggirava per l'agro ruvestino alla ricerca di vettovaglie da conservare per l'inverno e che sarebbero confluite nel Monte di Pietà. Nel 1690 il notaio Carlo Barese indicò l'arciconfraternita del Carmine come erede universale delle sue ricchezze alla morte dei suoi due figli preti Alessandro e Nicolò, rimpinguando le casse del sodalizio. Nel Seicento i confratelli decisero di dotarsi di simulacri lignei rappresentanti i sacri misteri e da far sfilare il venerdì santo. La nuova chiesa restaurata prese il nome di chiesa del Carmine per due motivi: nella chiesa è presente un affresco, rappresentante la Madonna del Carmine, sulla volta della chiesa e inoltre vi fu sepolto il vescovo carmelitano Sebastiano D'Alessandro. Nonostante ciò sono ancora visibili i segni del culto di san Vito martire, come testimoniato dal dipinto raffigurante san Vito tra i santi Modesto e Crescenzia.
Nella chiesa era riservato un sepolcreto per i confratelli ed erano presenti anche sepolcri di nobili ruvestini, tra i quali Luca Cuvilli e Antonio Miraglia. Le testimonianze della processione dei misteri risalgono al XVII secolo, ma la storia della processione ormai tradizionale del venerdì santo ha subito un momento di crisi verso la metà del Novecento: dal numero originario di tredici statue e paramenti sacri, la processione ha visto diminuire il numero di simulacri prima a dieci e poi a otto, con l'eliminazione delle statue di San Pietro, San Giovanni e della Veronica, poi bruscamente da otto a quattro a causa della mancanza di portatori. Solo dagli anni ottanta l'arciconfraternita del Carmine si è impegnata nel reintegrare altre quattro statue nel corteo processionale, portando a otto il numero complessivo (Gesù nell'orto, Gesù alla colonna, Ecce Homo, Gesù al Calvario, Gesù crocifisso, Gesù morto, Maria Addolorata e il Legno Santo). Nel 2018 è stato reintrodotto nel rito processionale anche il simulacro della Veronica, con l'intento di riportare il numero delle statue in processione a undici.

#### Confraternita del Purgatorio sotto il titolo di "Maria Santissima del Suffragio"

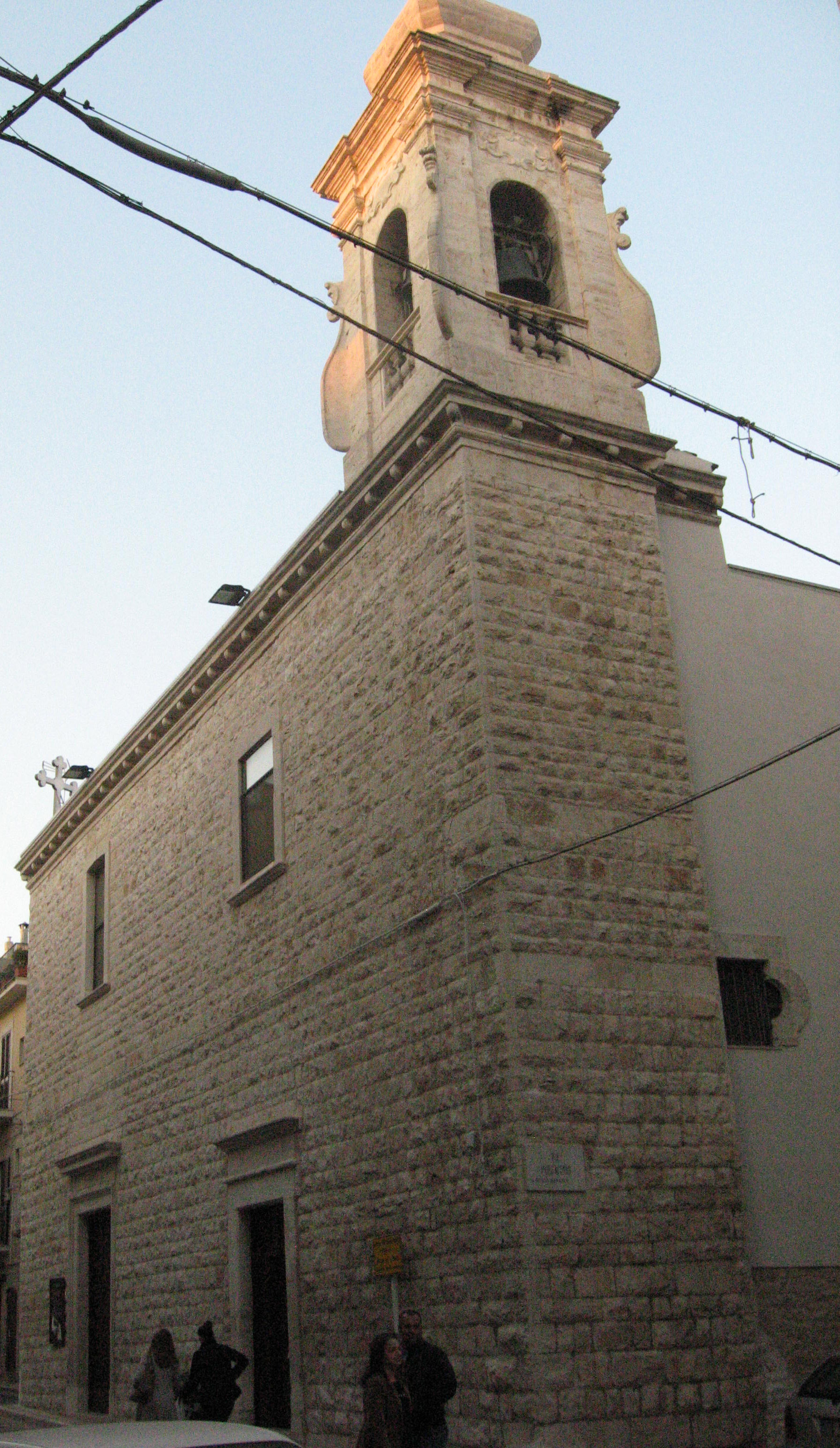
Chiesa del Purgatorio, Ruvo di Puglia

La confraternita del Purgatorio può considerarsi a tutti gli effetti l'erede principale della prima confraternita ruvestina di cui si ha notizia, la confraternita di San Cleto. San Cleto, secondo la leggenda popolare, sarebbe stato nominato primo vescovo di Ruvo dallo stesso san Pietro, fermatosi nella "stazione" ruvestina sulla via Appia; in seguito, nell'80 d.C., Cleto o Anacleto fu eletto terzo papa e dopo la sua morte, venne subito venerato dal popolo ruvestino che lo elevò a patrono cittadino. Il suo antico culto è testimoniato anche dalla statua calcarea raffigurante san Cleto nella cisterna di epoca romana, presente nei sotterranei della stessa chiesa del Purgatorio.
Col passare dei secoli e con l'evoluzione della città, venne costruita la chiesa della Madonna del Suffragio al di sopra della grotta di San Cleto, che costituiva un vero e proprio centro di culto. L'edificio, risalente al 1500, vide sorgere la confraternita di San Cleto dal sacco bianco, come testimonia il già citato polittico datato 1537. Nei primi anni del Seicento la nobildonna ruvestina Elisabetta Zazzarino espresse il desiderio di costruire una chiesetta dedicata alle Anime del Purgatorio. In questo modo alla chiesa del Suffragio fu aggiunta una seconda navata centrata sul culto delle anime purganti. La nuova chiesa, completa di due navate, fu intitolata prima a san Michele Arcangelo e solo qualche anno dopo fu rinominata, così come è chiamata oggi, chiesa del Purgatorio. Il 27 agosto 1678, il vescovo di Ruvo, Domenico Galesio, fondò la confraternita di Maria santissima del Suffragio del Purgatorio aggregandola all'arciconfraternita del Suffragio di Roma.
La nuova confraternita fu subito oggetto di attenzione anche da parte delle famiglie nobili di Ruvo, che con i loro lasciti contribuirono alla costituzione di ben tre Monti di beneficenza: il Monte Purgatorio, il Monte Leone e il Monte San Cleto. Il Monte dei Morti fu subito istituito grazie alle elemosine che i fedeli versavano per ricevere tante messe di suffragio quante le somme di denaro versate. La confraternita provvide all'assistenza dei poveri, degli infermi e delle vedove e alla costituzione di doti per le fanciulle povere. Il sodalizio ricevette il Regio Assenso di Ferdinando IV nel 1766. In questo periodo la Chiesa si munì di opere d'arte, come la tela raffigurante la Madonna del Suffragio tra le Anime purganti di Carlo Plantamura, di paramenti oltre che di argenteria e oreficeria sacra. Nel 1898 grazie alle elemosine raccolte, i confratelli e le consorelle acquistarono il simulacro della Pietà realizzato dal maestro cartapestaio leccese Giuseppe Manzo; è da quell'anno che alle 16.30 in punto del sabato santo, la statua della Pietà, portata a spalla da 38 portatori, vaga per Ruvo chiudendo i riti della Settimana Santa ruvestina.

#### Confraternita Purificazione-Addolorata

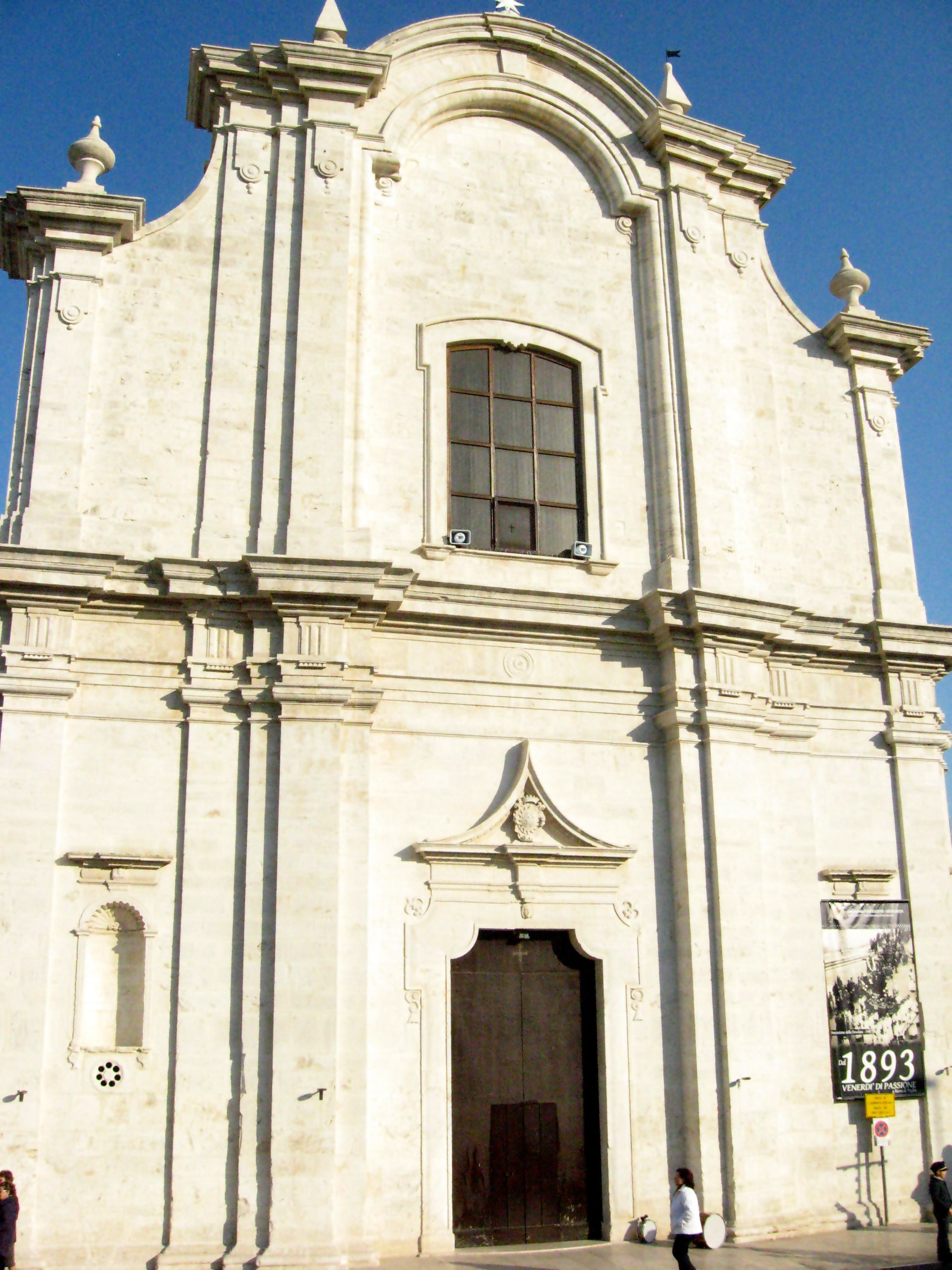
Chiesa di san Domenico, Ruvo di Puglia

L'Ordine dei Domenicani si stanziò a Ruvo nella seconda metà del Cinquecento sotto la protezione di alcune famiglie nobili locali. I Padri Domenicani hanno lasciato la loro traccia a Ruvo grazie all'edificazione del convento, intorno agli anni venti del Seicento, alle spalle della chiesa della Madonna del Rosario. Con l'arrivo dei gesuiti a Ruvo, soprattutto grazie all'operosità di Domenico Bruno, gesuita del collegio di Bari, nacque nel 1719 la confraternita della Purificazione-sant'Ignazio nella chiesa di san Carlo. L'intento del Bruno era di formare religiosamente i contadini e la popolazione povera di Ruvo. 

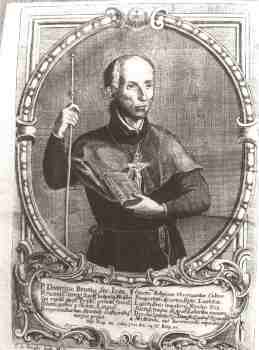
Il gesuita Domenico Bruno fondatore della confraternita della Purificazione-Addolorata

Pochi anni dopo la confraternita trasferì la sua sede nella chiesa della Madonna di san Luca, ora santuario dei santi Medici, dove si svolsero le riunioni e l'esercizio della pietà. Probabilmente è in questo periodo che fu commissionato il dipinto, conservato adesso nella chiesa di san Domenico, rappresentante la presentazione al tempio di Gesù e purificazione di Maria, tema tanto caro a Domenico Bruno. La tela infatti è venerata sia dalla confraternita, in quanto simboleggia la Purificazione di Maria a cui è dedicato il sodalizio, sia dalla popolazione in ricorrenza della Candelora. Lo stesso padre gesuita innestò nella confraternita il culto della Madonna Addolorata da osservare nel venerdì di passione, a quel tempo giorno della ricorrenza liturgica.
Bruno riteneva fondamentale l'uso di figure sacre per istruire la popolazione soprattutto quella più ignorante e analfabeta: un inventario del 1805 redatto dai confratelli, rivela la presenza di ben due statue dell'Addolorata, di una statua di san Vincenzo Ferrer, predicatore domenicano, di una statua lignea di san Domenico e di altre due importanti tele, riguardanti una la Madonna delle Grazie di Fabrizio Santafede, l'altra la Madonna del Rosario di Alonso de Corduba. In seguito alla soppressione della Compagnia di Gesù, la confraternita si sciolse nel 1768 per essere rifondata, quasi dieci anni più tardi, da alcuni ex confratelli. Nel 1777 ottenne il Regio Assenso con il nome di confraternita della Purificazione, ricevendo però non poche critiche dalla cittadinanza ma soprattutto dall'arciconfraternita del Carmine, sia a causa di discussioni riguardanti la precedenza nelle processioni, sia perché la confraternita era stata in grado di far approvare da Ferdinando IV lo statuto, rimaneggiato, del precedente sodalizio di stampo gesuitico, ordine religioso soppresso dallo stesso re pochi anni prima. Agli inizi dell'Ottocento la congrega si trasferì nella nuova chiesa di san Domenico, sorta sulla chiesa della Madonna del Rosario, retta dai padri Scolopi. Nel 1794 la confraternita commissionò a un artista napoletano la realizzazione di una statua raffigurante l'Addolorata: tanto fu centrale il culto della Vergine in gramaglie, che il 28 marzo 1833 papa Gregorio XVI aggiunse il titolo "Addolorata" al nome della congregazione. Nel 1866 l'ordine degli Scolopi venne soppresso e il consiglio comunale di Ruvo, solo un anno più tardi, cedette la chiesa di san Domenico alla ormai affermata confraternita della Purificazione-Addolorata. Giunse così a Ruvo il nuovo simulacro, detto anche Desolata e nel 1893, il venerdì di passione, varcò per la prima volta la soglia della chiesa di san Domenico.

### L'adorazione della croceper opera delle quattro confraternite.
Durante tutta la Quaresima, viene officiato il rito dell'Adorazione della croce, un rito antichissimo, mantenuto dalle confraternite che si deve alla preparazione alla Settimana Santa. Il rito viene celebrato nei giorni del Martedì, del Mercoledì e del Venerdì nelle chiese che accolgono le confraternite organizzatrici. 

## La banda

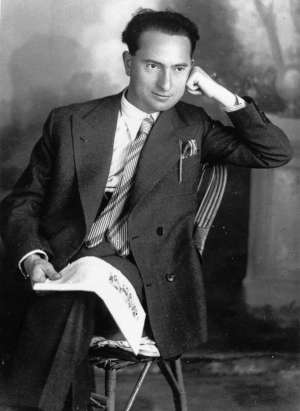
Antonio Amenduni autore, come il fratello Alessandro, di varie marce funebri che accompagnano i riti della Settimana Santa rubastina.

La banda con le sue marce funebri è la protagonista indiscussa della Settimana Santa ruvestina. Il compito della banda, oltre che di accompagnare la processione creando suggestione nello spettatore, è quello di ritmare il tipico passo lento e dondolante dei numerosi portatori. Come nei riti dei paesi vicini, al pari di Ruvo, caratterizzati nei due secoli passati da un'assidua attività delle diverse scuole musicali (si pensi a Molfetta o a Bitonto), una buona parte delle marce funebri eseguite è stata realizzata da autori locali come i fratelli compositori Antonio e Alessandro Amenduni e i maestri Basilio Giandonato. 
La banda è composta dagli strumenti classici come clarinetti, oboe, flauti, sax, corni, filicorni, tamburo, grancassa, piatti, trombe, tromboni e tube,ma anche da due particolari elementi, peraltro comuni a molti riti pugliesi, come "u tammùrre" (tamburo in dialetto ruvestino) e la "truozzue" (la tipica troccola): questi due strumenti hanno precisa funzione: il tamburo compie un giro dell'itinerario prima dell'uscita dei simulacri, battendo dei colpi per chiamare la cittadinanza in vista dell'uscita della processione, quando sarà poi accompagnato dalla grancassa; la troccola viene portata in processione, poiché il battere incessante sta a ricordare il martello che inchiodò Gesù alla croce.. 
La banda di Ruvo nacque nei primi del Novecento, dopo le varie bande "da giro" formatesi nella seconda metà dell'800. Il periodo migliore della banda venne vissuto sotto la direzione prima di Antonio Amenduni e poi del fratello Alessandro, entrambi allievi del maestro Francesco Porto, autore della marcia funebre Povero Ettore, i quali portarono ad alti livelli il complesso bandistico cittadino che esordì come "banda dei ragazzi" il 7 giugno 1925. Altro maestro, di non minor importanza, fu Basilio Giandonato. I suoni che fanno da colonna sonora alla Settimana Santa ruvestina, presentano anche brani di compositori non locali, come Una lagrima sulla tomba di mia madre di Amedeo Vella (eseguita alle ore 2.00 del Giovedì Santo in piazza dell'Orologio), la celebre Marcia funebre Op. 35 di Fryderyk Chopin, Milite ignoto di Roberto Bartolucci, Perduta di Raffaele Caravaglios, Jone di Errico Petrella, Sabato Santo e Pietà (eseguite in occasione della processione del Sabato Santo) di Angelo Lamanna e Requiescat in pace di Luigi Cirenei. 
Attualmente sono due le bande musicali che suonano le marce funebri durante la Settimana Santa ruvestina, il Concerto Bandistico "Basilio Giandonato" diretto dal maestro Rocco di Rella, e il Concerto Bandistico "Nicola Cassano" diretto dal maestro Gennaro Sibilano. 
Di seguito l'elenco delle marce funebri che accompagnano le processioni della Settimana Santa a Ruvo:
- Il pianto dell'orfano di Antonio Amenduni
- Quante lacrime di Antonio Amenduni
- Eterno riposo di Antonio Amenduni
- Tristezza di Antonio Amenduni
- Strazio di Antonio Amenduni
- Rassegnazione di Antonio Amenduni
- Planctus Mariae di Antonio Amenduni
- Povero Ettore di Francesco Porto
- Eterno riposo di Alessandro Amenduni
- Triste ricordo (o a mio padre) di Alessandro Amenduni
- Rassegnazione di Alessandro Amenduni
- Grande perdita (o a mia madre) di Alessandro Amenduni
- Giorno di Dolore di Alessandro Amenduni
- Vivo cordoglio di Alessandro Amenduni
- Addolorata di Alessandro Amenduni
- Dolore inconsolabile di Alessandro Amenduni
- Triste ricordo di Alessandro Amenduni
- Ultimo addio di Alessandro Amenduni
- Amare lacrime di Alessandro Amenduni
- La Desolata di Basilio Giandonato
- In memoriam di Basilio Giandonato
- Mestizia di Basilio Giandonato
- La Deposizione di Basilio Giandonato
- Requiem di Basilio Giandonato
- La Pietà di Basilio Giandonato
- Marcia funebre Op. 35 di Fryederyk Chopin
- Jone di Errico Petrella
- Una lagrima sulla tomba di mia madre di Amedeo Vella
- Perduta di Raffaele Caravaglios
- Eterno dolore di Evaristo Pancaldi
- Requiescat in pace di Luigi Cirenei
- Milite ignoto di Roberto Bartolucci
- Pietà di Angelo Lamanna
- Sabato Santo di Angelo Lamanna
- Maria Santissima del Suffragio di Rocco Di Rella
- Ecce Homo di Rocco Di Rella
- I sacri misteri dolorosi di Rocco Di Rella
- Piccolo angelo di Gennaro Sibilano
- Gesù nell'orto di Gennaro Sibilano
- Elegia di Gennaro Sibilano
- Smarrimento di Giuseppe Pellegrini
- Il Calvario di Vincenzo Jurilli

## Le statue

### Confraternita Purificazione-Addolorata

#### Maria Santissima Desolata

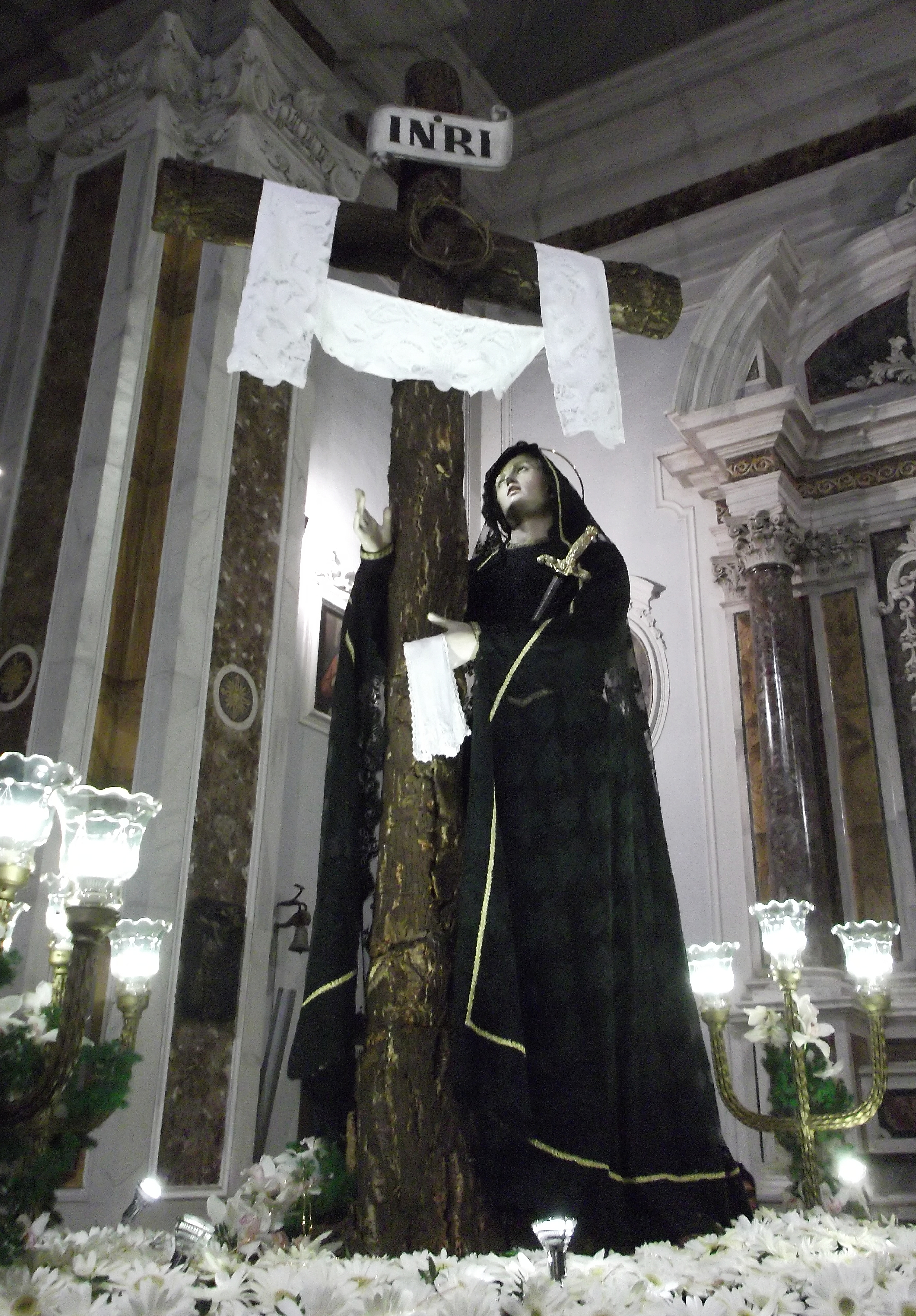
La Desolata

È del 19 febbraio 1893 la decisione della confraternita Purificazione-Addolorata di inserirsi nei riti della Settimana Santa con una processione penitenziaria il venerdì di passione, giorno in cui si commemorano i Sette Dolori di Maria il cui culto fu portato avanti, a Ruvo, dal gesuita Domenico Bruno. Il primo simulacro dell'Addolorata, definito Desolata (tipico nome attribuito alle statue raffiguranti Addolorate in gramaglie nei pressi della croce nuda), che giunse tra le mani della confraternita era di stampo napoletano come ricorda un'incisione presente sul trespolo. La statua varcò per la prima volta la soglia della chiesa di san Domenico il venerdì di passione dell'8 aprile 1893. Nel 1907, però, una riunione della confraternita ci attesta che lo stato in cui versava la statua, a distanza di soli tredici anni dalla sua creazione, era disastroso con graffi e tagli sul volto e screpolature sulle mani. La decisione che verrà fuori da questa riunione sarà la commissione di un nuovo simulacro. 
L'antica statua era composta da una croce in legno con bordature in ottone, mentre la figura dell'Addolorata era composta da un manichino a mezzo busto con le braccia snodabili sia ai gomiti sia all'attaccatura alle spalle. All'artista molfettese Corrado Binetti fu commissionato il rifacimento del simulacro, come attesta la scritta "Corrado Binetti – 1907 fece – Molfetta" presente sulla spalla destra della Madonna. Binetti rifece il mezzo busto ma utilizzò lo stesso sostegno a gabbia, di fattura napoletana, su cui era fissata la statua. Anche la croce fu rifatta per adattarla al nuovo simulacro: la croce di legno e ottone fu sostituita da uno scheletro in ferro rivestito da sughero. La statua è portata a spalla per le vie della città da quaranta portatori: lo stesso simulacro, in occasione della processione, viene posto su una cassa in legno recante i simboli della Passione, di fattura risalente alla metà del Novecento. Come la tradizione vuole, in questo giorno, soffiano folate di vento, tanto che i Ruvesi hanno posto alla Desolata l’appellativo di “Maduònne du Vinde”, ossia Madonna del Vento. Tradizione vuole che, nell’ultimo tratto del percorso processionale, i confratelli si dispongano all’inizio del corteo processionale, mentre le consorelle prendano il loro posto a seguirli, stringendosi in un simbolico abbraccio alla Vergine.

#### Gesù Risorto

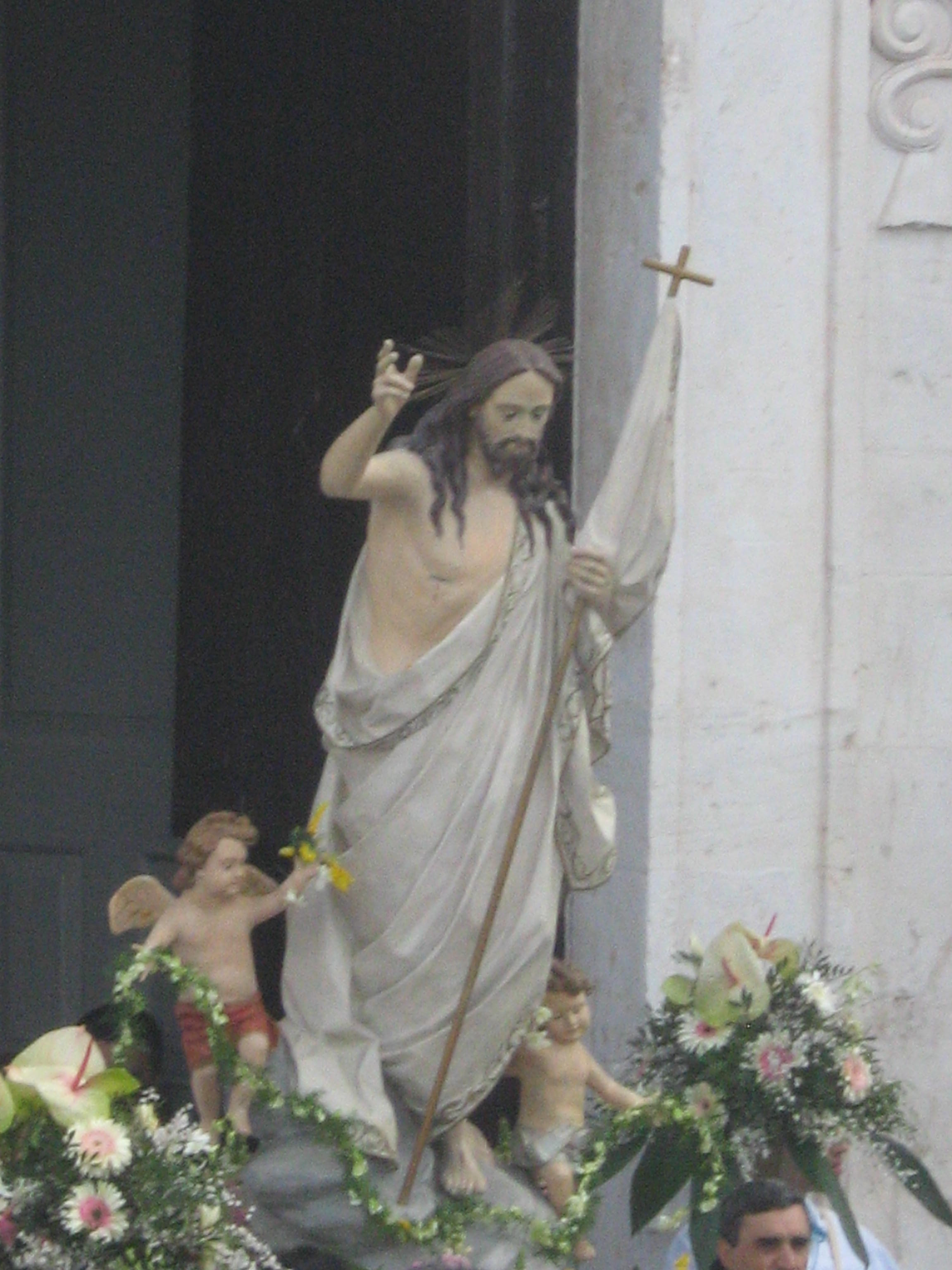
Il simulacro di Gesù risorto

Dal 1922 la confraternita Purificazione-Addolorata, oltre ad aprire i riti della Settimana Santa ruvestina, li chiude con la processione di Gesù risorto la Domenica di Pasqua. Poco si sa dell'originario simulacro che sfilò per le vie di Ruvo a partire dal 1922.
Al 1952 risale, invece, l'attuale statua in cartapesta raffigurante il Cristo risorto, opera del barese Salvatore Bruno.

### Confraternita Opera Pia san Rocco

#### Trasporto di Cristo al sepolcro, detta "Otto santi"

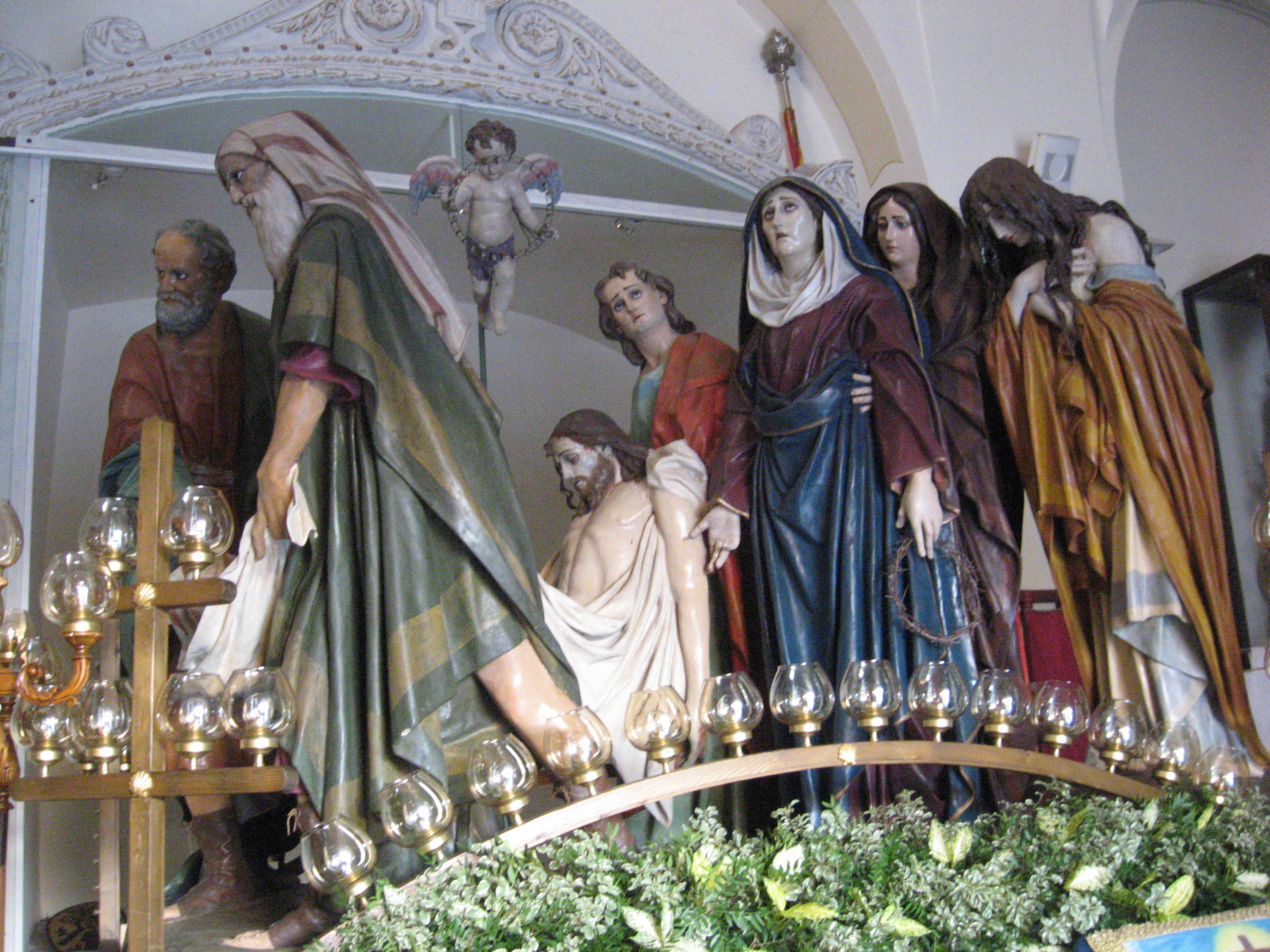
Gli Otto santi

Nonostante la confraternita di san Rocco sia la più antica ancora in attività, è stata l'ultima a dotarsi di un simulacro da inserire nel giro delle processioni penitenziarie della Settimana Santa. Non si conoscono le somme versate per l'acquisto del gruppo statuario, ma invece si conosce bene la volontà della confraternita di possedere un gruppo capace di impressionare pienamente il popolo ruvestino una volta portato in processione. Nel 1919 il sodalizio commissionò la creazione di un simulacro da portare in processione durante la Settimana Santa raffigurante il trasporto di Cristo al sepolcro e, come già detto, capace di impressionare.

Altra finalità che conseguiva la realizzazione dell'opera, riguardava soprattutto il tornaconto finanziario a favore della confraternita: un'opera infatti di tale portata avrebbe sicuramente ingrossato le offerte da parte dei devoti. La statua fu realizzata dal leccese Raffaele Caretta, a devozione della nobildonna Rosina Ruta de Tommaso: il maestro cartapestaio si ispirò al dipinto di Antonio Ciseri raffigurante il Trasporto di Cristo al sepolcro, traendone un gruppo statuario in cartapesta che rende bene l'idea della drammaticità e del dolore del momento, però il Caretta si discostò dal pittore italo-svizzero plasmando un san Giovanni ancora giovane e imberbe e piazzando un angioletto al di sopra del gruppo di cartapesta. Ultimato nel 1920, come testimonia la scritta presente ai piedi della Maddalena, "Cav. Caretta Raff. Lecce 1920", il simulacro giunse a Ruvo nella versione definitiva: tuttavia la confraternita, per spettacolarizzare maggiormente il gruppo statuario, aggiunse personaggi e modificò radicalmente la statua utilizzando manichini in cartapesta vestiti con abiti e parrucche. 

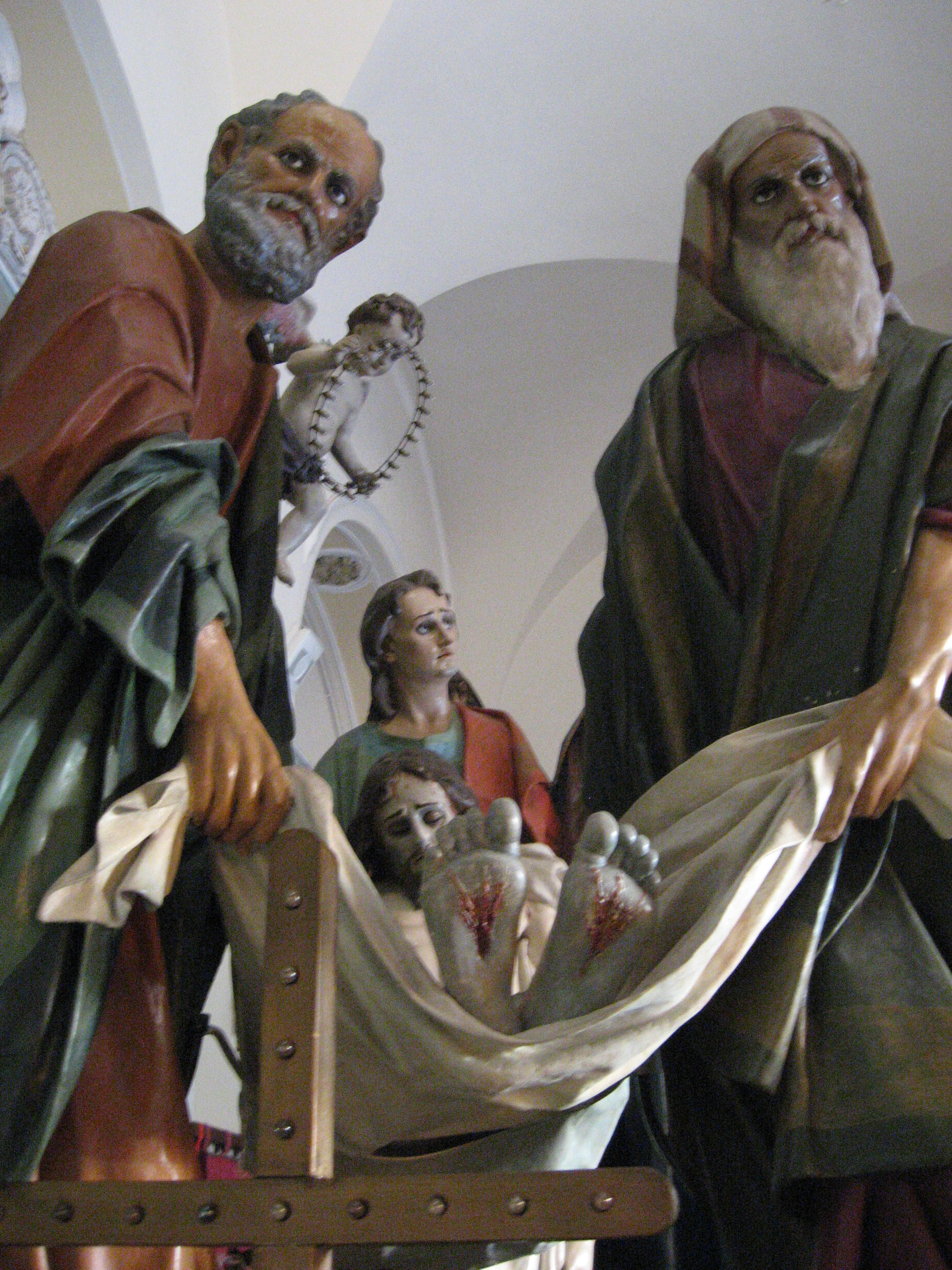
Vista frontale della statua.

Ben presto però si tornò al simulacro attuale: il gruppo statuario ha uno sviluppo orizzontale da sinistra a destra e per evidenziare la discesa del gruppo dal Monte Golgota, Caretta ha modellato il basamento in modo da essere più alto nella parte finale del gruppo. La sera del Giovedì santo del 17 aprile 1920, l'imponente simulacro comparì al di fuori della piccola porta della chiesa di San Rocco, sebbene l'opera, per i primi dodici anni, fosse stata allocata nella grande nicchia dell'appena consacrata chiesa del Redentore (dove oggi trova posto il simulacro della Madonna del Rosario), fin quando nella chiesa madre della confraternita non fu creato l'esistente vano.
L'impatto con la popolazione fu immediato e straordinario ma soprattutto consolatorio: le mamme e le famiglie che avevano perso i propri figli in guerra ben si identificavano nel dolore della sconvolta e pallida Maria Addolorata e il trasporto al sepolcro di Cristo si ergeva a sostituto dei tanti funerali mancati per i giovani, i mariti e i padri caduti al fronte. L'atmosfera carica di pathos e suggestione che accompagna la processione degli Otto santi, l'ha fatto divenire il simulacro simbolo della Settimana Santa ruvestina. Il gruppo statuario è definito degli Otto santi, poiché otto sono le figure che lo compongono: Nicodemo e Giuseppe d'Arimatea che trasportano Gesù, avvolto nel sudario, trattenendolo per i piedi; un giovanissimo san Giovanni che sostiene il lenzuolo alle spalle del Cristo esanime; Maria con gli occhi rivolti al cielo e la corona di spine in mano, pallida e stravolta dal dolore, è sostenuta da Maria di Cleofa affiancata da una penitente Maria di Magdala e da una piangente Salome.
Tra ottobre 2001 e marzo 2002 il gruppo scultoreo ha subito degli importanti lavori di restauro che hanno consentito di riportare il simulacro ai colori originari e di rimuovere strati aggiuntivi e superflui di cartapesta. Nel mese di ottobre 2011, sulla facciata della chiesa di San Rocco è stata sostituita la vecchia vetrata a semicerchio con una vetrata policroma raffigurante il gruppo statuario degli Otto santi. Tra l'aprile del 2013 e il febbraio del 2014, il simulacro è stato nuovamente restaurato, correggendo le cromature e mettendo in risalto alcuni dettagli. Nel 2020, il gruppo statuario ha compiuto il 1º centenario dalla loro realizzazione.

##### GliOtto santi

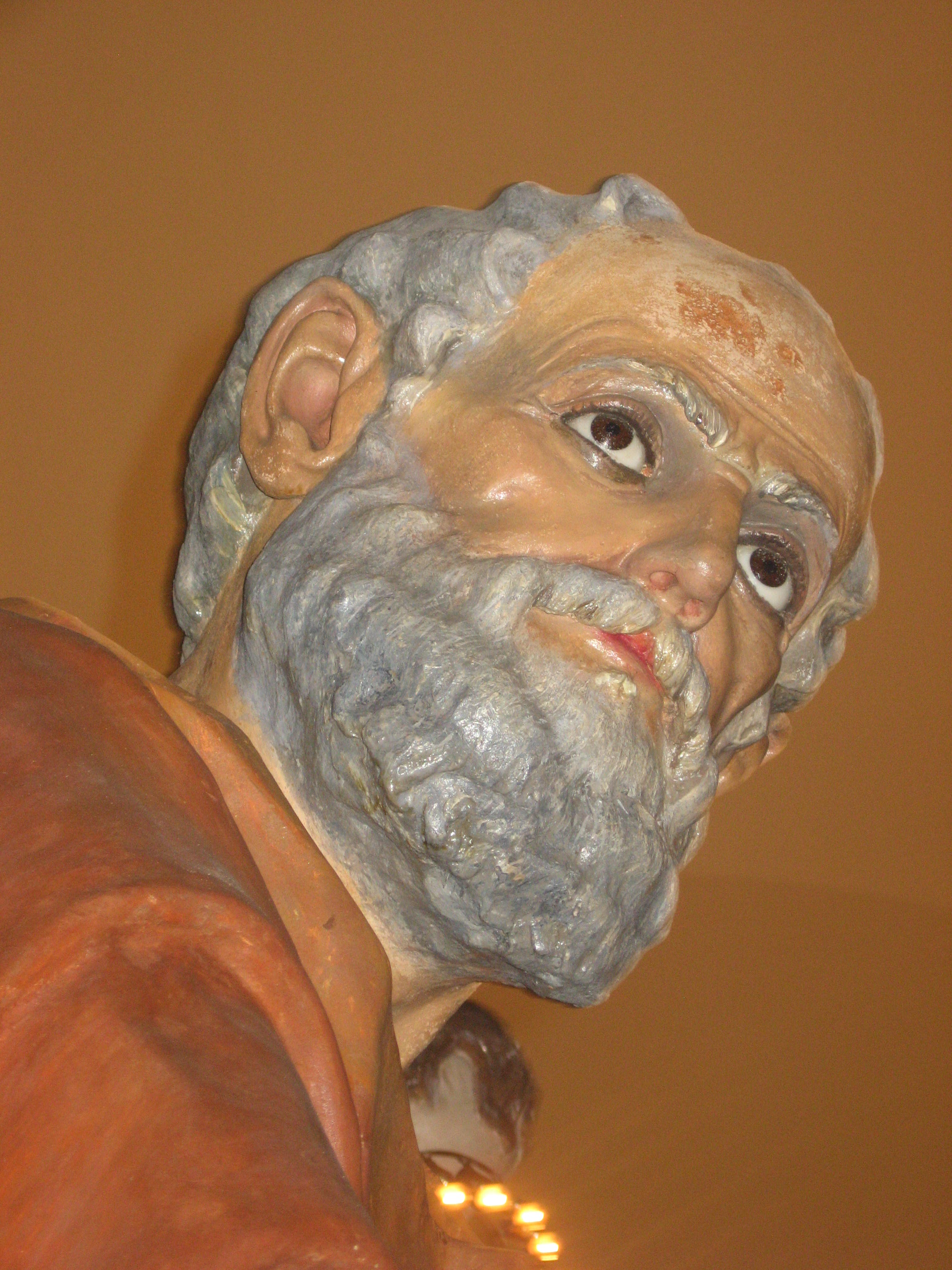
Giuseppe d'Arimatea
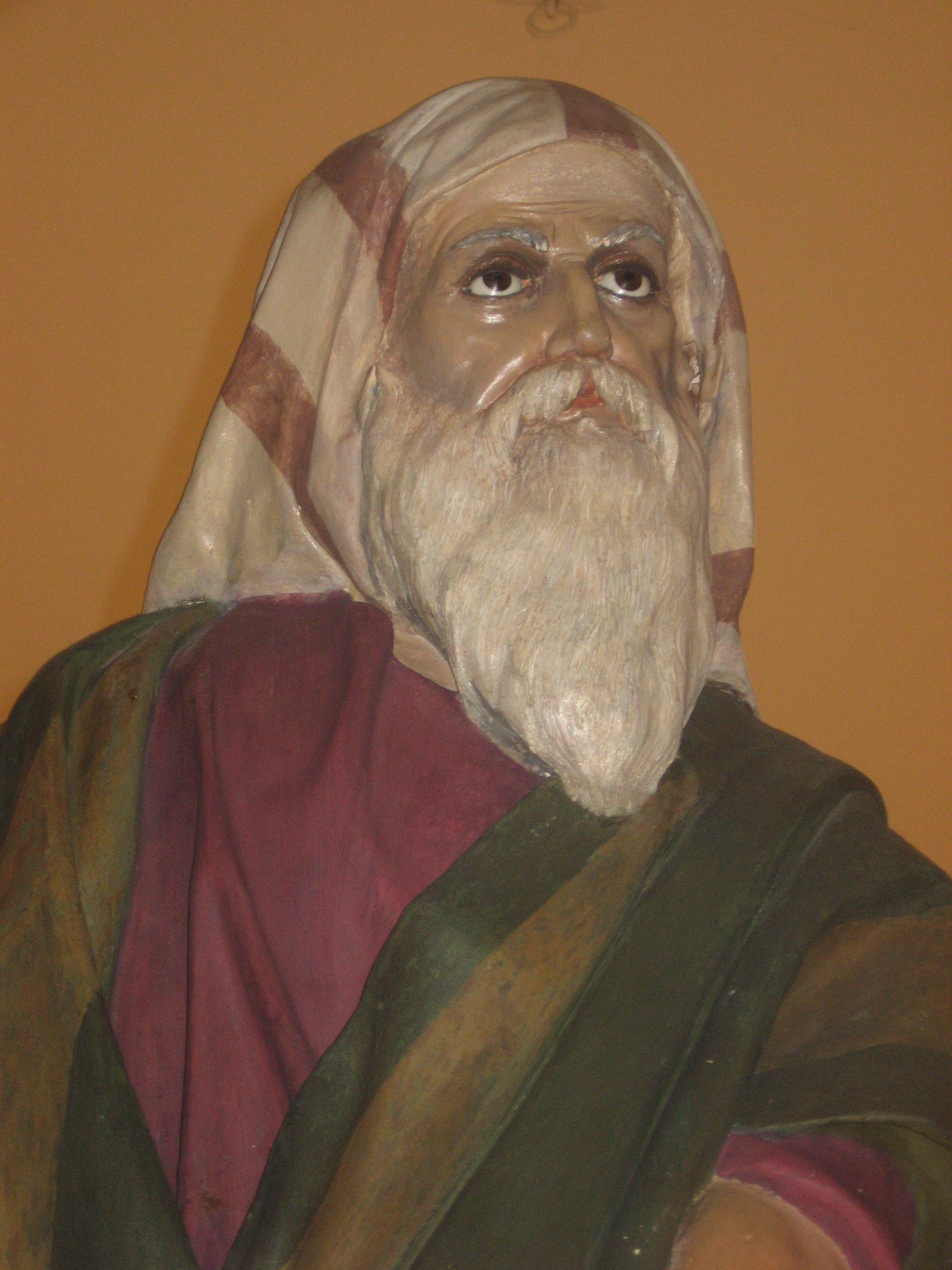
Nicodemo
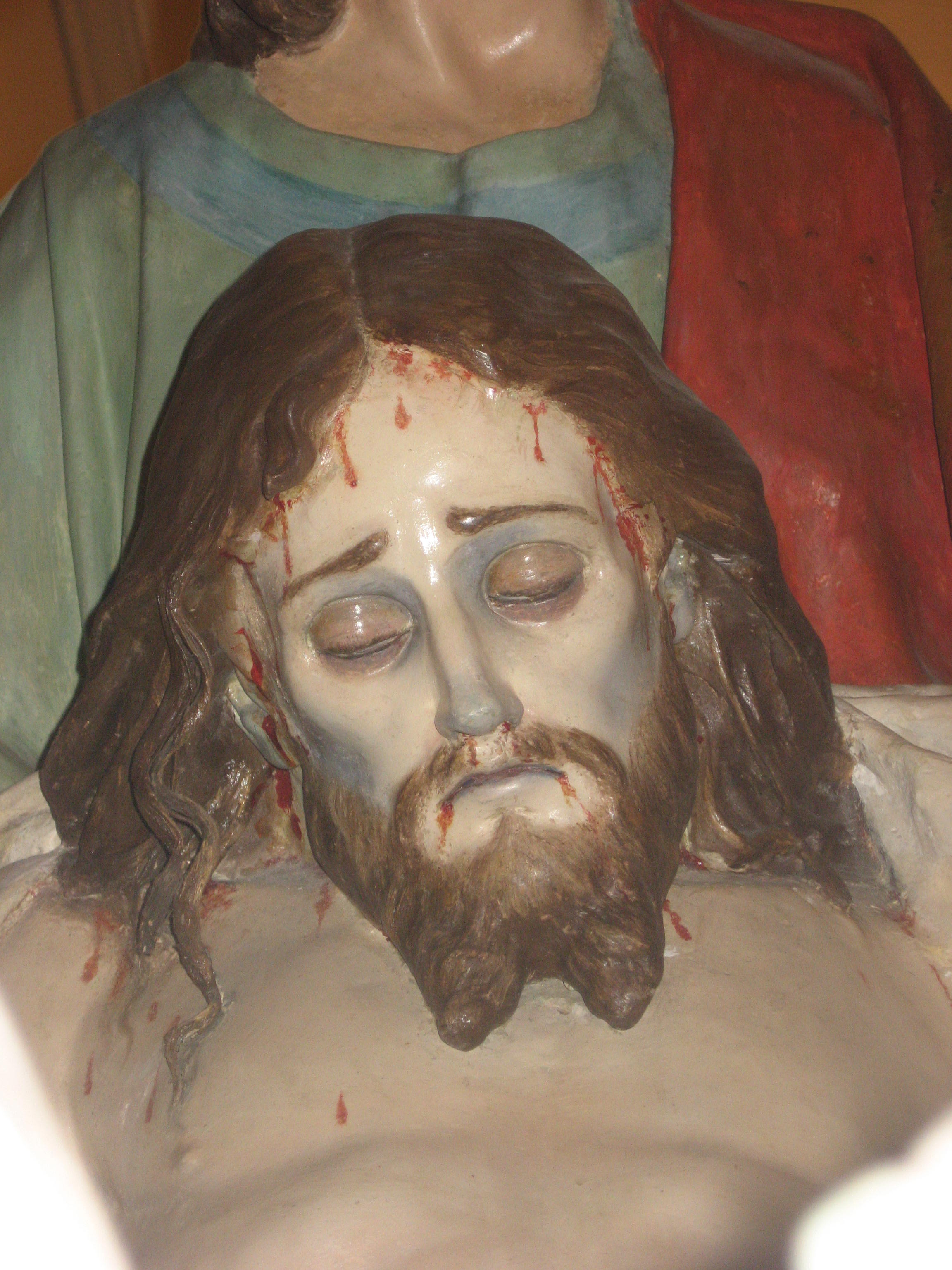
Gesù morto
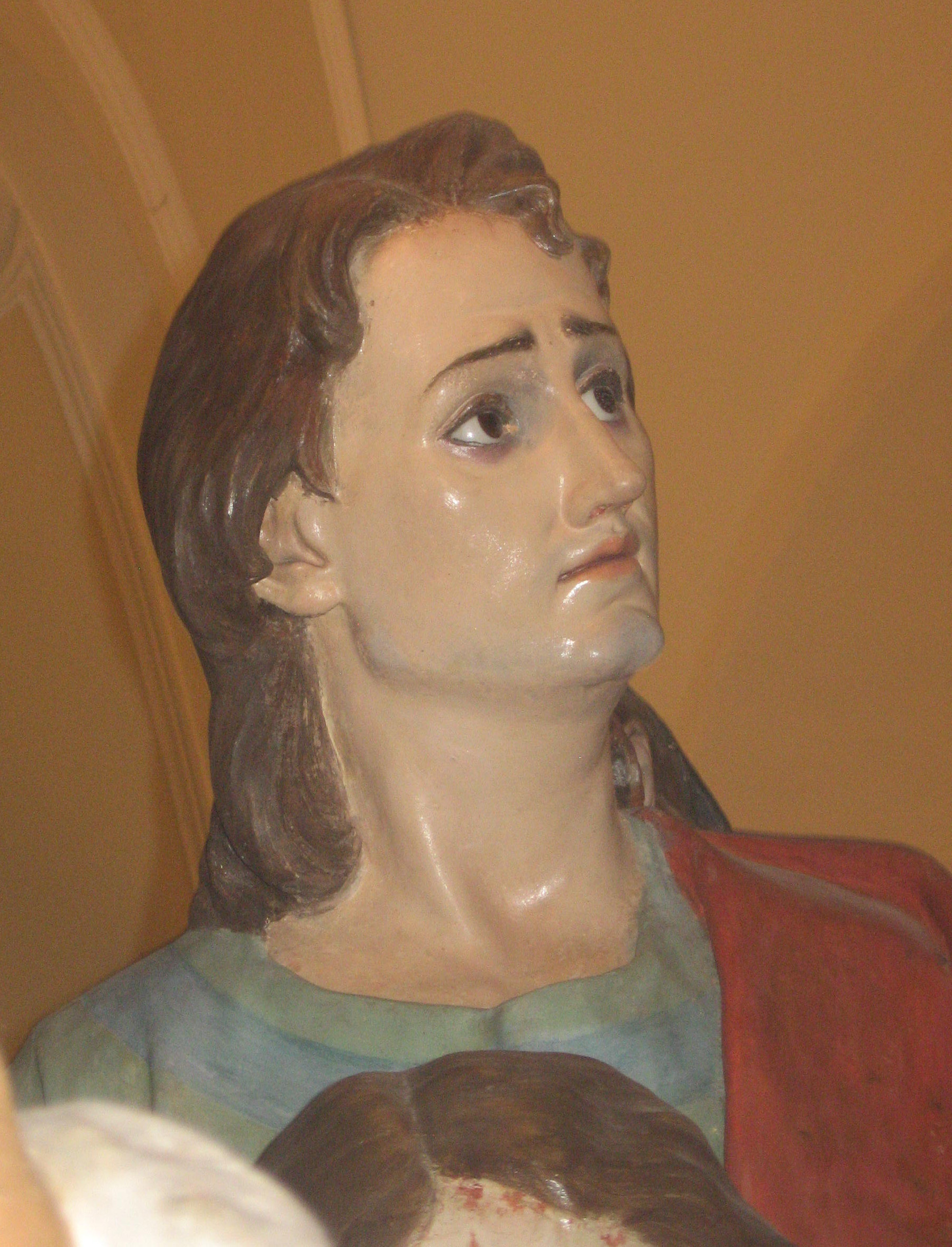
Giovanni evangelista

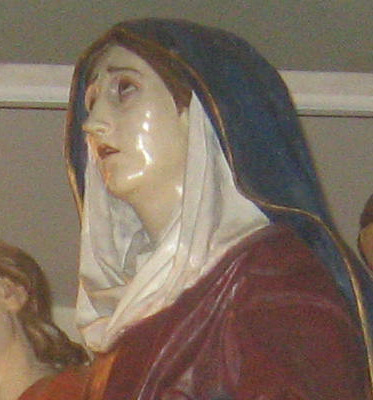
Maria
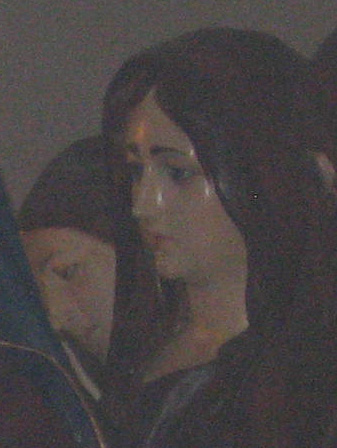
Maria Salomè e Maria di Cleofa
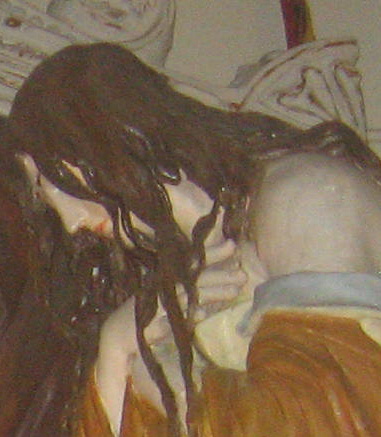
Maria di Magdala

### Arciconfraternita del Carmine

#### I misteri

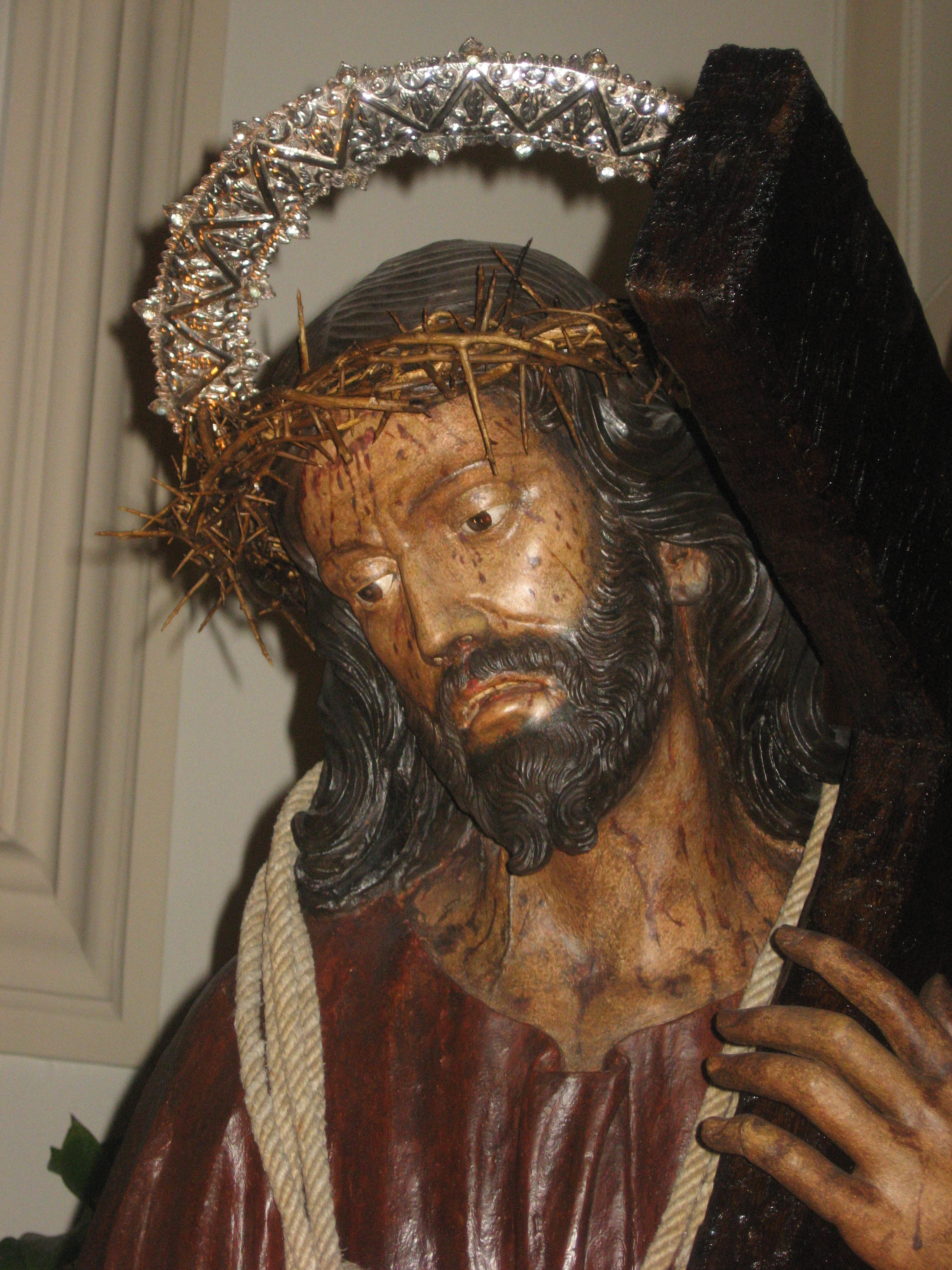
Primo piano di Gesù al Calvario, simbolo della processione dei misteri.

La processione dei misteri del Venerdì santo è la più antica nell'ambito delle processioni penitenziali della Settimana Santa. I simulacri, tutti lignei, considerando solo gli otto che sfilano adesso, sono conservati in diverse nicchie della chiesa del Carmine. Tre dei sei Cristi, ovvero Gesù nell'orto, Gesù al Calvario e Gesù morto, sono opera dello scultore altamurano Filippo Altieri, morto a soli 39 anni. La statua più venerata è senza dubbio quella del Gesù al Calvario, rappresentante proprio la salita del Cristo portacroce al Calvario: la statua, realizzata con un tronco di ciliegio nel 1674, è oggetto di culto: tantissimi gli ex voto e le offerte, non solo in denaro, ma anche in monili e oggetti d'oro e d'argento. La statua infatti rappresenta un Cristo flagellato e sanguinolento che sofferente sostiene il peso della croce.
Per la sua carica espressiva e per la devozione del popolo, nell'agosto del 1980, ma anche in alcuni momenti precedenti, il simulacro fu portato a spalla verso la campagna in un periodo di grande siccità chiedendo l'intercessione del Cristo. Ancora oggi è possibile vedere, durante la processione, la grande quantità di fedeli che sfila dietro al simulacro in segno di devozione: alcuni fedeli marciano per la città anche scalzi e non mancano gli struggenti pianti dei fedeli al passaggio del Cristo. Nel corso degli anni il simulacro ha riportato vari restauri, più frequenti quelli del XX secolo: l'effigie ha subito un primo restauro nel 1884, anno in cui fu sostituita la vecchia base; un secondo restauro risale agli anni settanta che oltre alla revisione del simulacro ligneo, alterò il colore della veste del Cristo che da rosso passò a un color aragosta; nel 1993, invece, il restauro portò la tunica a un colore bordeaux mentre il volto passò dall'ocra al pallido, quasi bianco, con rivoli di sangue improbabili. Nel 2011 la statua è stata restaurata per la quarta volta da Leonardo Marrone di San Ferdinando di Puglia, riportando la tunica e il volto al colore originale.

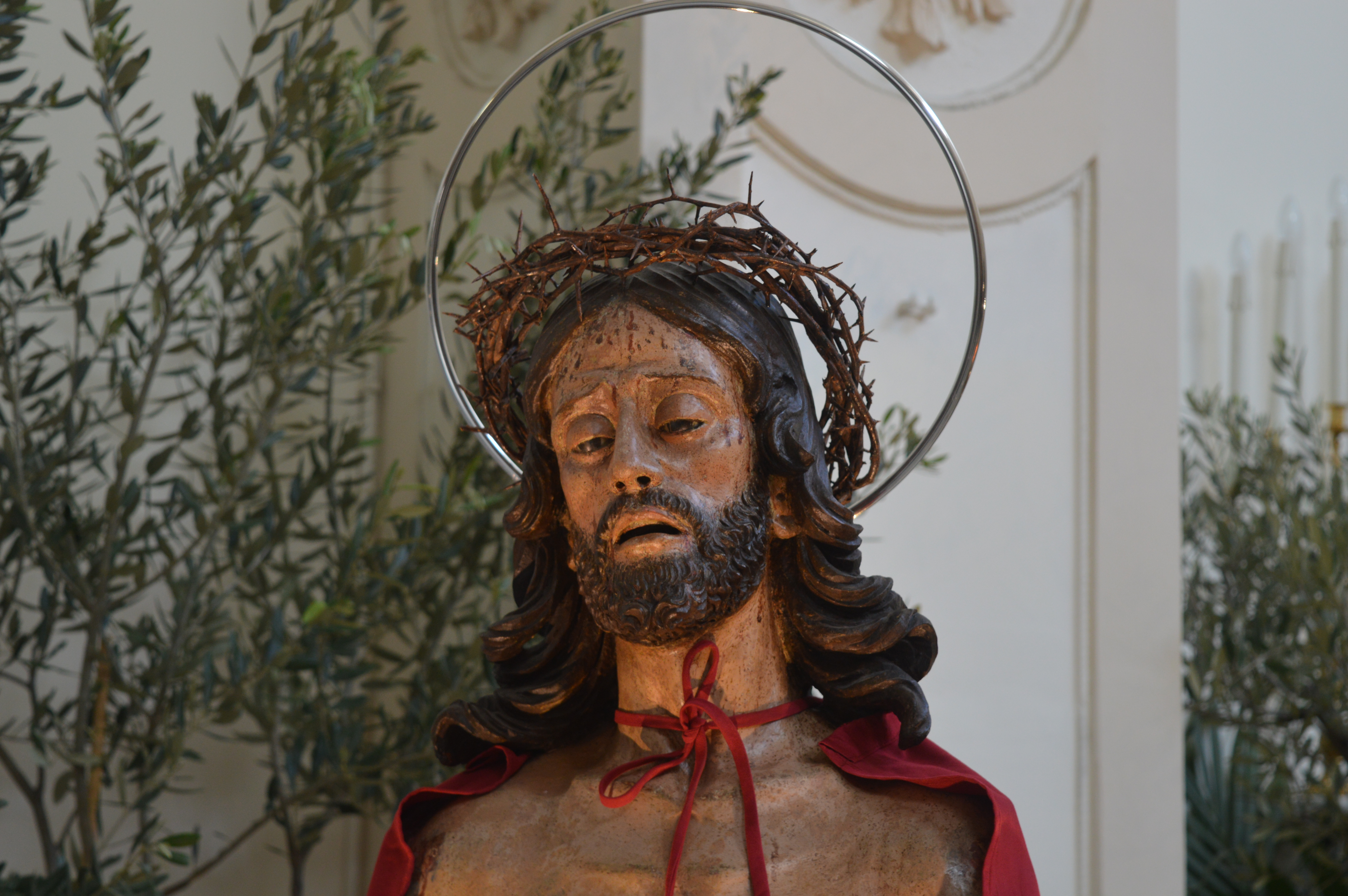
Primo piano dellEcce Homo

Altra statua particolarmente venerata è il Cristo morto, in legno policromato, adagiato nel sudario. Gli altri simulacri che rientrano nel gruppo rappresentano il Gesù nell'orto, Gesù alla colonna, Ecce Homo, La Veronica, Gesù crocifisso, l'Addolorata, rappresentante la Madonna in gramaglie con lo sguardo rivolto verso il cielo e seguita da un esiguo numero di fedeli, chiude il legno santo, un tempietto ligneo di tipo orientale, in cui su di un piedistallo è collocata una croce argentea contenente un frammento della Vera Croce. Il tempietto odierno risale ai primi anni 2000 e sostituisce una vecchia struttura che a sua volta ne rimpiazzò un'altra andata completamente distrutta, a causa di un incendio, il venerdì santo del 1956. La scheggia della vera croce fu portata da Roma a Ruvo da Carlo Marinelli e consegnata al primicerio Don Carlo Quatela in data 8 Marzo 1724.
La processione dei misteri, sebbene sia la più antica, ha vissuto momenti di crisi: fino agli anni '50 infatti, il corteo processionale era composto da ben 11 simulacri; agli otto che sfilano attualmente si aggiungevano le statue di san Pietro e di un giovanissimo san Giovanni (tutte in cartapesta e di modesta fattura) che precedevano il legno santo con il compito di chiudere la processione. Dopo qualche anno però la composizione della processione dei misteri, passò da 11 a 4: Gesù al Calvario, Gesù morto, Addolorata e il legno santo. Il drastico passaggio fu dovuto alla mancanza di portatori, così furono scelte le quattro statue più rappresentative. Tale formazione è rimasta intatta fino all'arrivo del nuovo millennio, dove per volere dell'arciconfraternita si è giunti all'attuale numero di nove simulacri.
Tuttavia il problema dei portatori non è stato del tutto risolto, infatti alcuni portatori di altre confraternite ruvestine si prestano come portatori all'arciconfraternita del Carmine. Recentemente negli archivi della confraternita Purificazione-Addolorata è stato ritrovato un significativo documento che rappresentava un patto, tra i quattro sodalizi ruvestini, riguardo alla processione dei misteri: le quattro confraternite avrebbero dovuto partecipare attivamente alla processione del venerdì santo, sullo stesso modello della processione che si svolge in altre città pugliesi come Molfetta, Giovinazzo o Terlizzi. Ogni congrega, infatti, avrebbe avuto l'obbligo di portare a spalla due simulacri, escluso il Cristo morto, l'Addolorata e il legno santo, inoltre le quattro confraternite avrebbero dovuto spartirsi le spese e fornire portatori e officianti. Nonostante la firma dell'allora vescovo di Ruvo, monsignor Andrea Taccone, nel 1930, non si hanno prove sufficienti per verificare se l'accordo stipulato sia stato messo in pratica o meno, come accade tuttora. Probabilmente con l'avvento della seconda guerra mondiale e la partenza per il fronte di uomini e giovani, il patto naufragò, lasciando la cura della processione del venerdì santo esclusivamente affidata all'arciconfraternita del Carmine. La processione dei misteri nel 2012 ha subito una variazione poiché la statua del crocifisso appartenente all'arciconfraternita è stata sostituita con la scultura lignea del Cristo crocifisso venerata nella concattedrale, per via della cattiva condizione in cui il simulacro versava. Nel 2013 il sodalizio ha deciso di rimpiazzare definitivamente il Cristo crocifisso in cartapesta con una copia perfetta in cirmolo del suddetto simulacro presente in cattedrale, realizzato a mano da Stefan Perathoner di Ortisei. A partire dal 2018 il corteo dei misteri si è arricchito nuovamente con l'introduzione del simulacro della Veronica, dando seguito alla volontà dell'Arciconfraternita di impiegare progressivamente i simulacri dei Misteri il cui trasporto era caduto in disuso. La statua della Veronica è stata oggetto di interventi di restauro, così come accaduto per la statua del Gesù nell'orto, sottoposta ad un profondo restauro nel 2022.

##### Le nove statue dei misteri

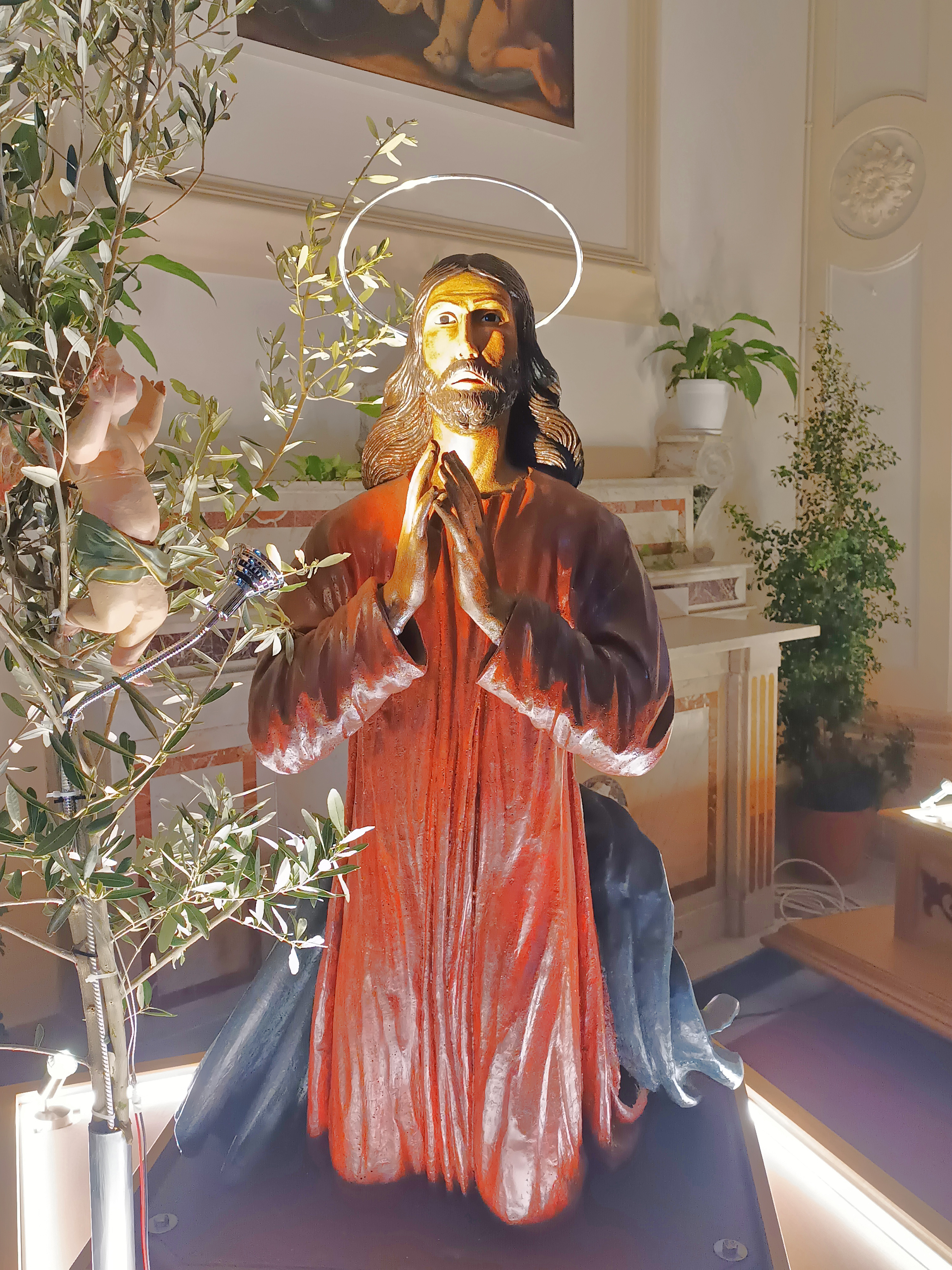
Gesù nell'orto degli ulivi
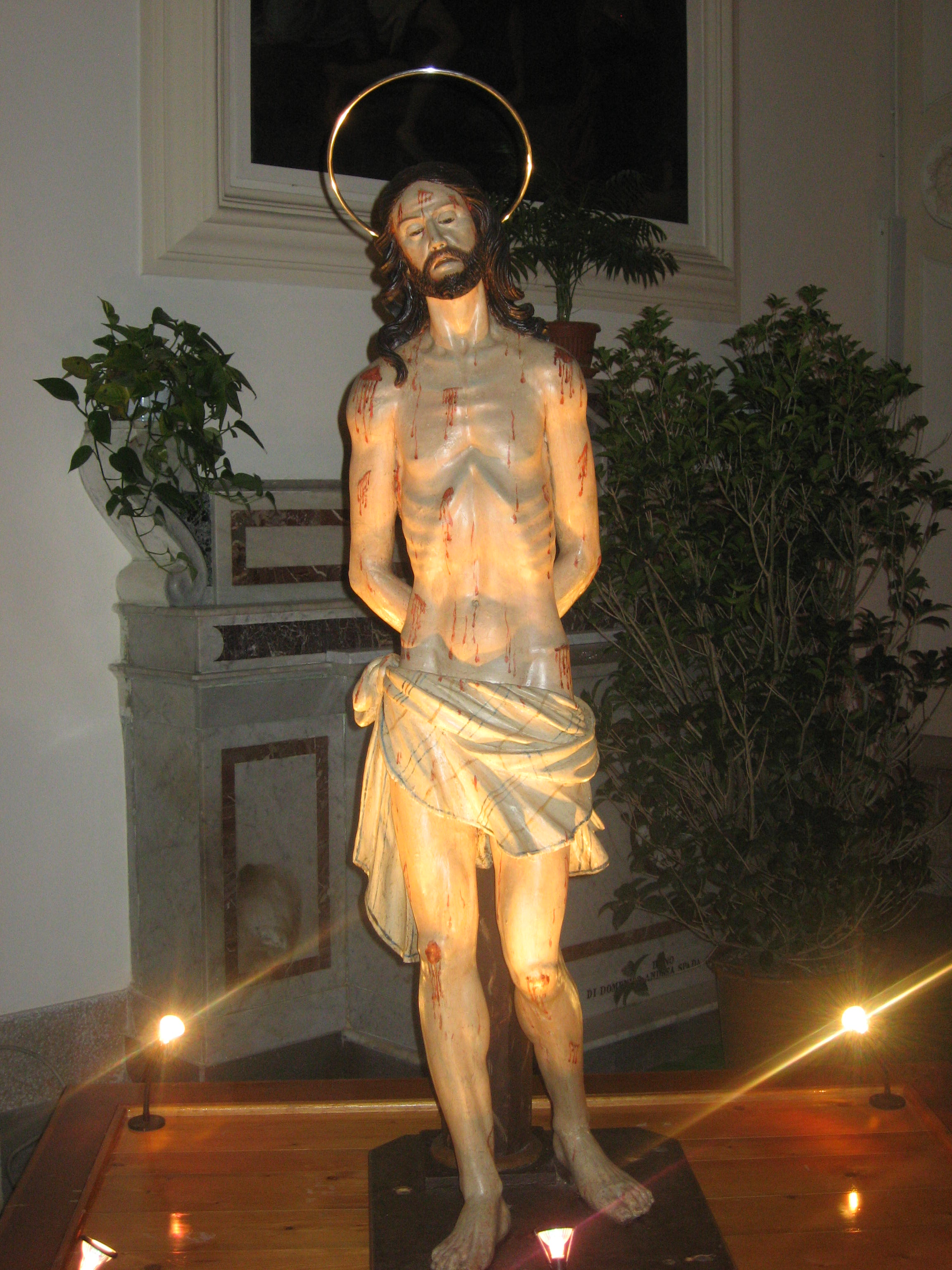
Gesù alla colonna
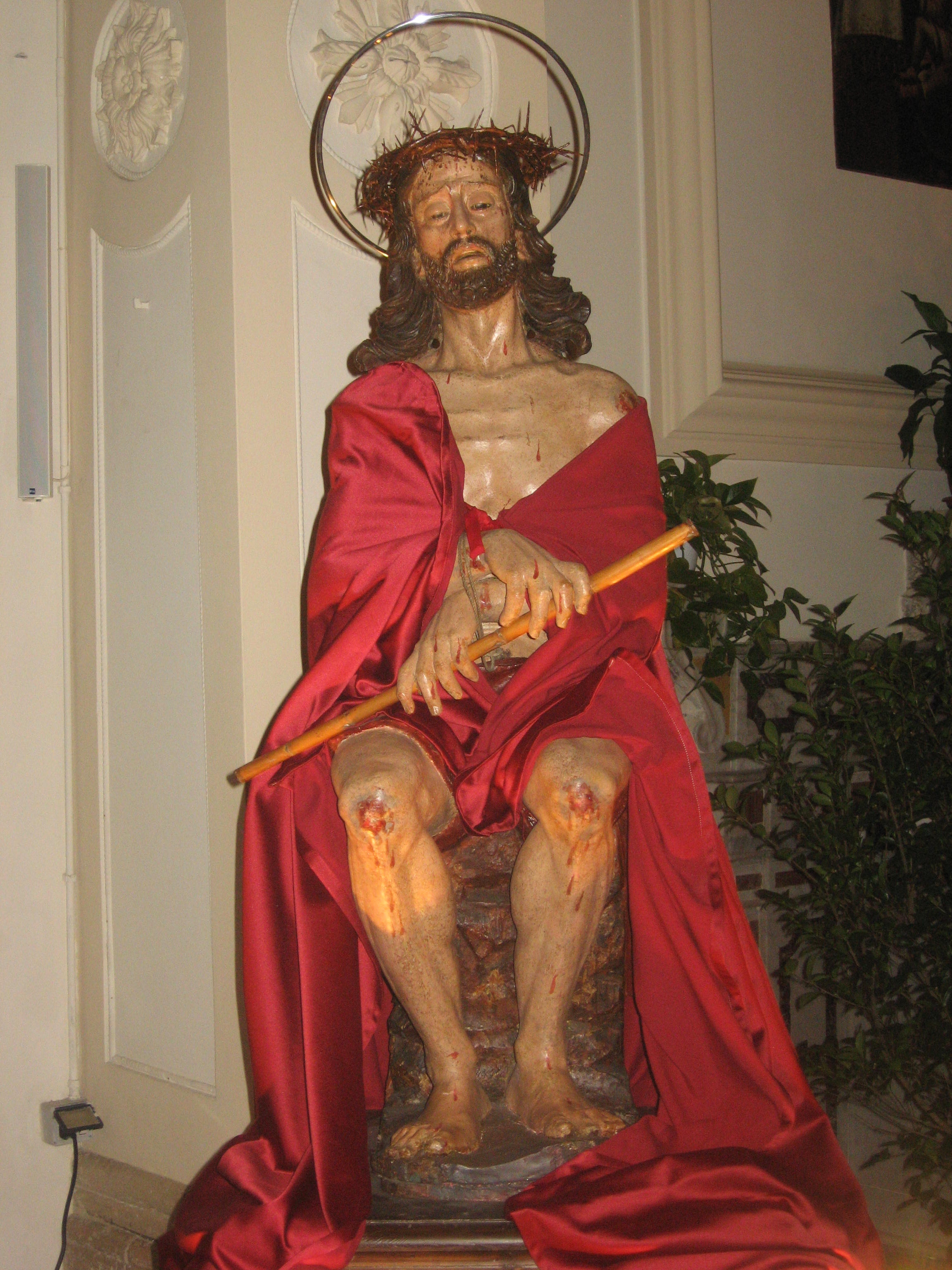
Ecce Homo
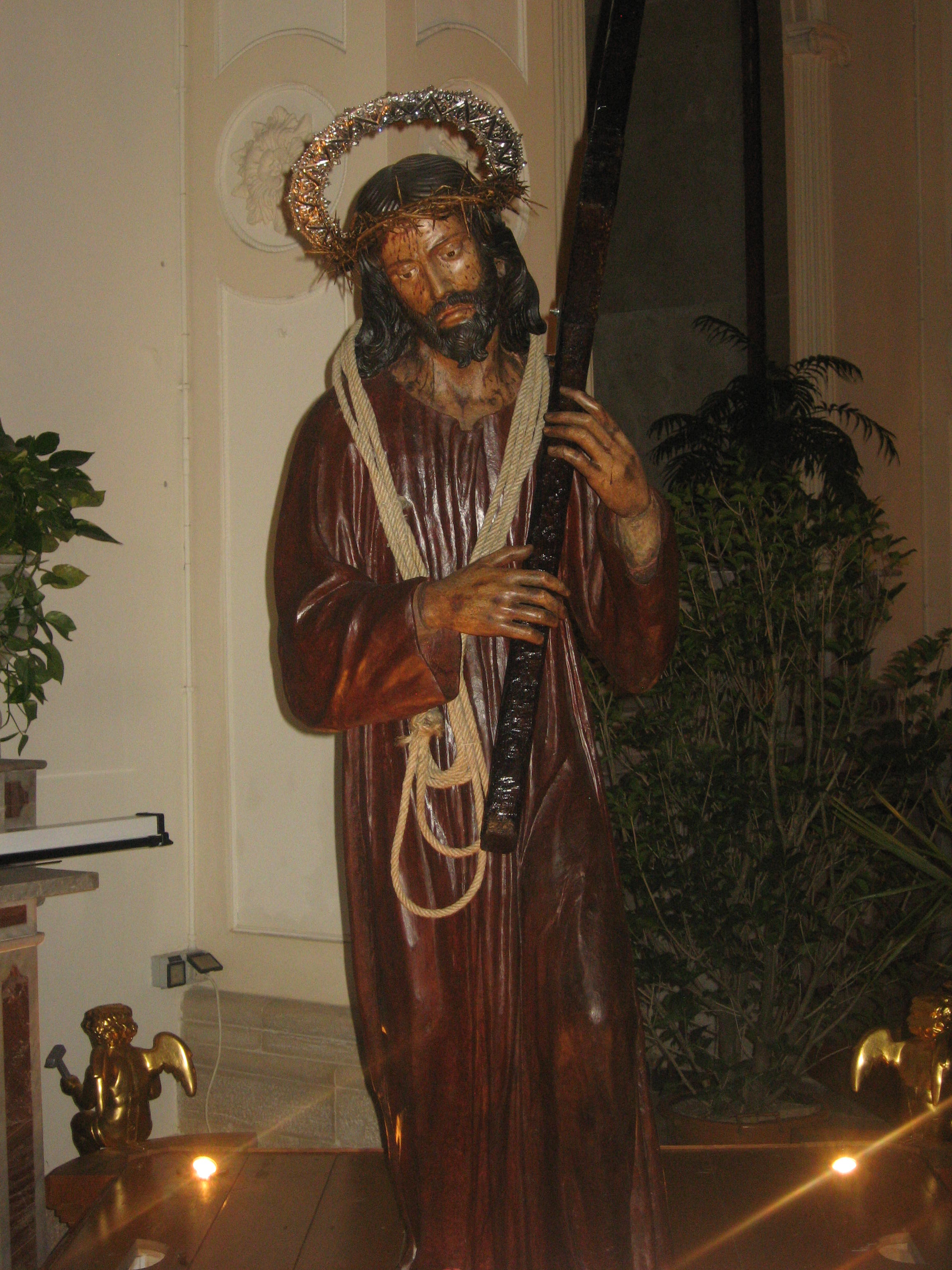
Gesù al Calvario
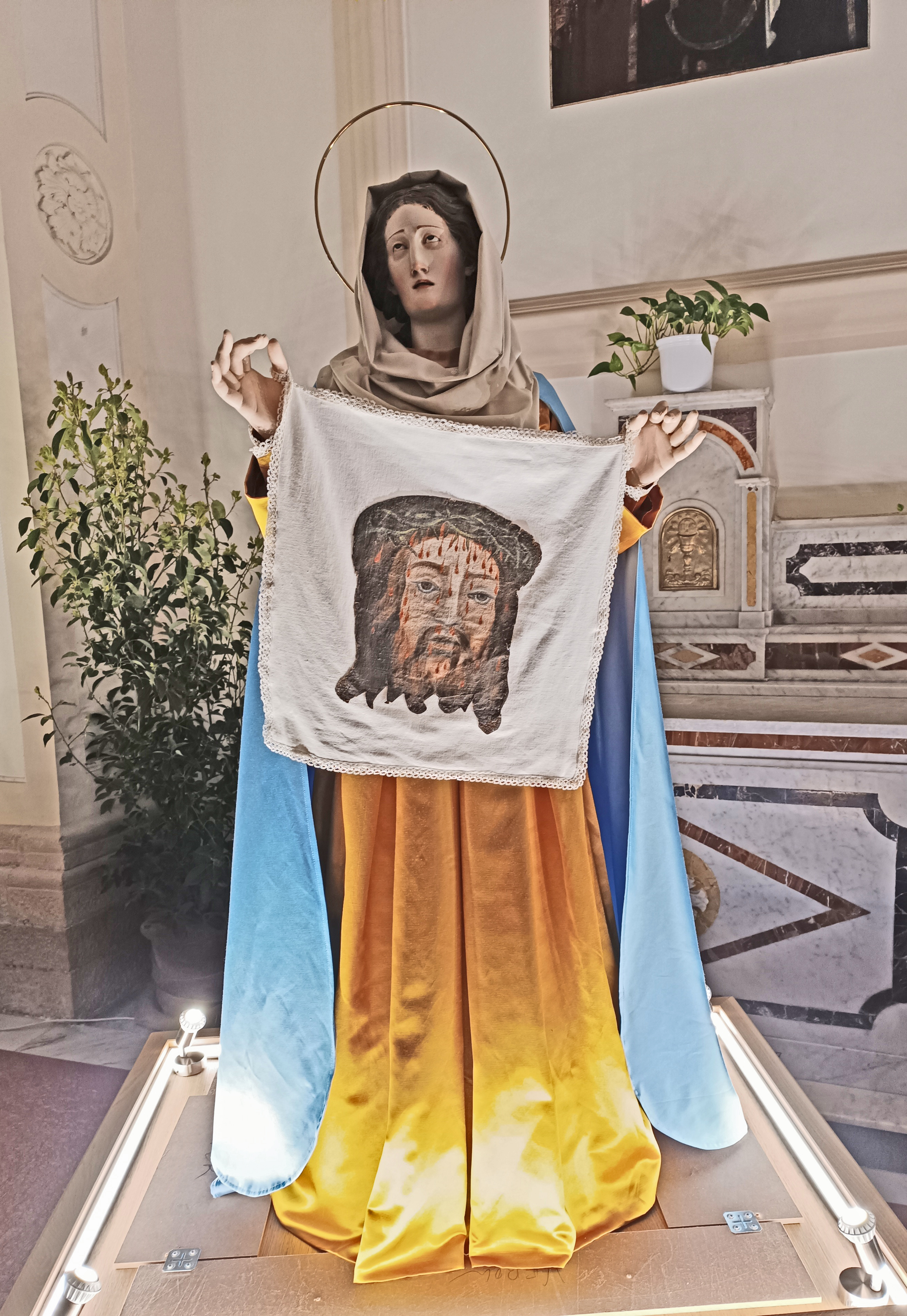
La Veronica

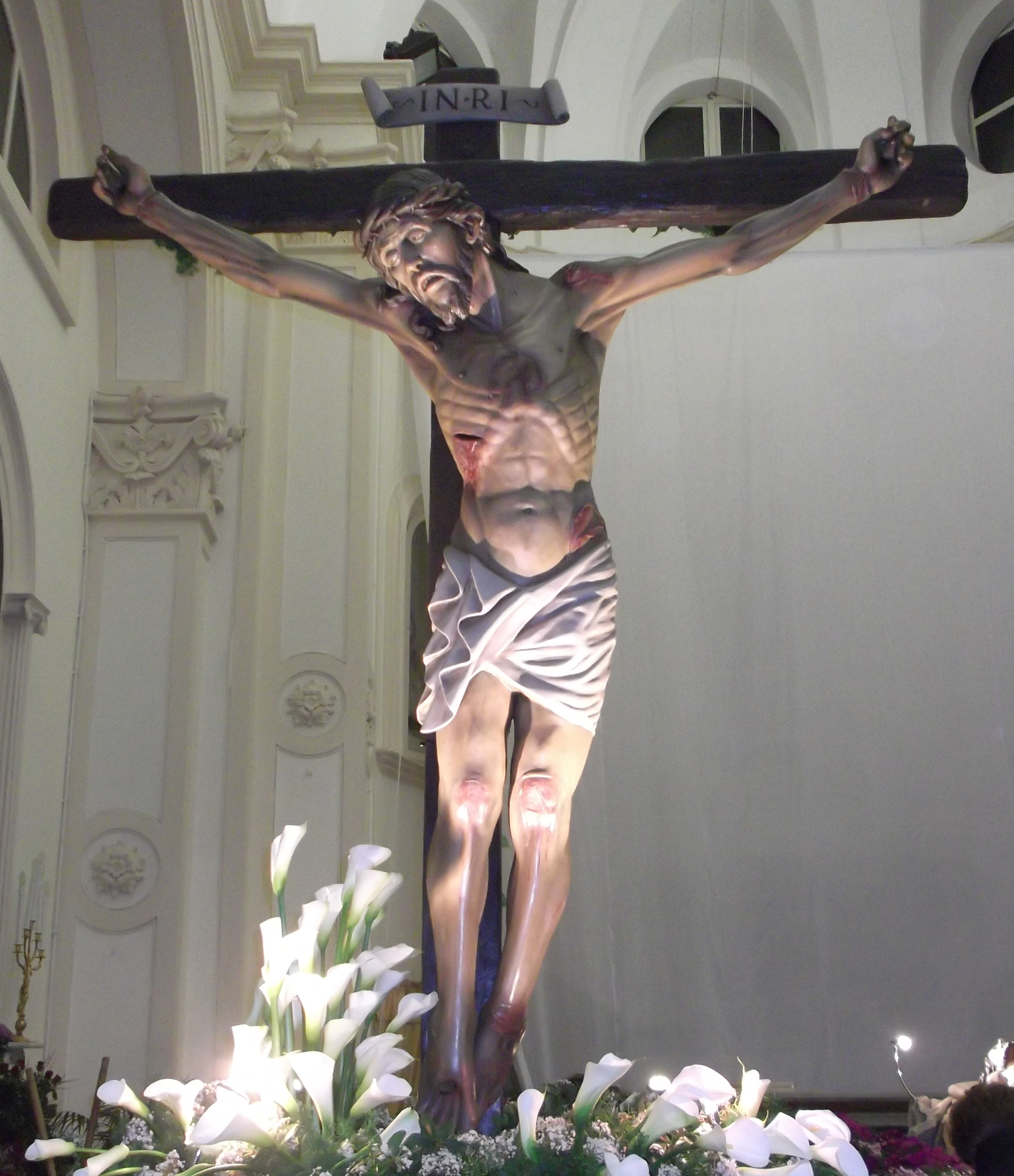
Gesù crocifisso
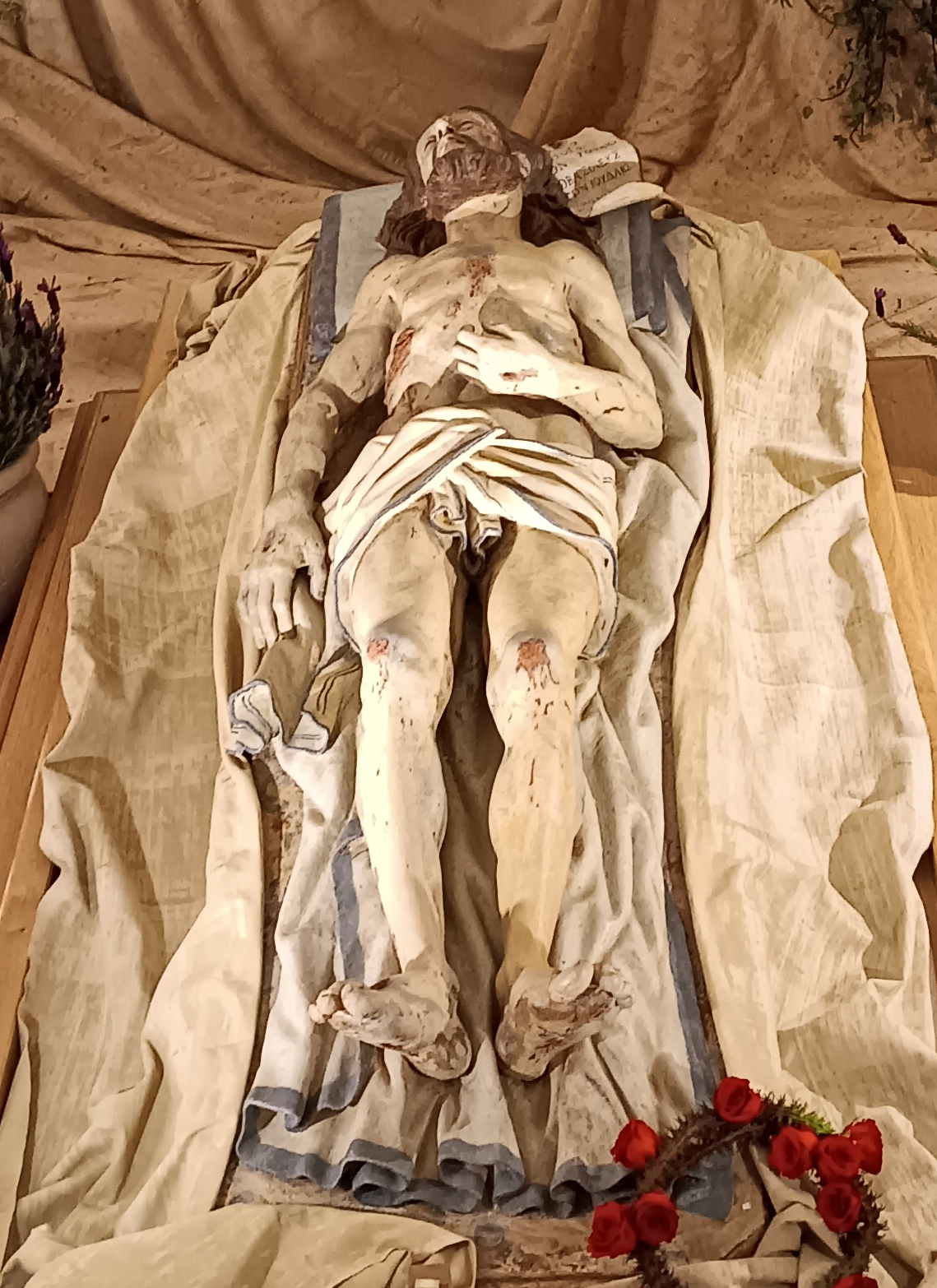
Cristo Morto
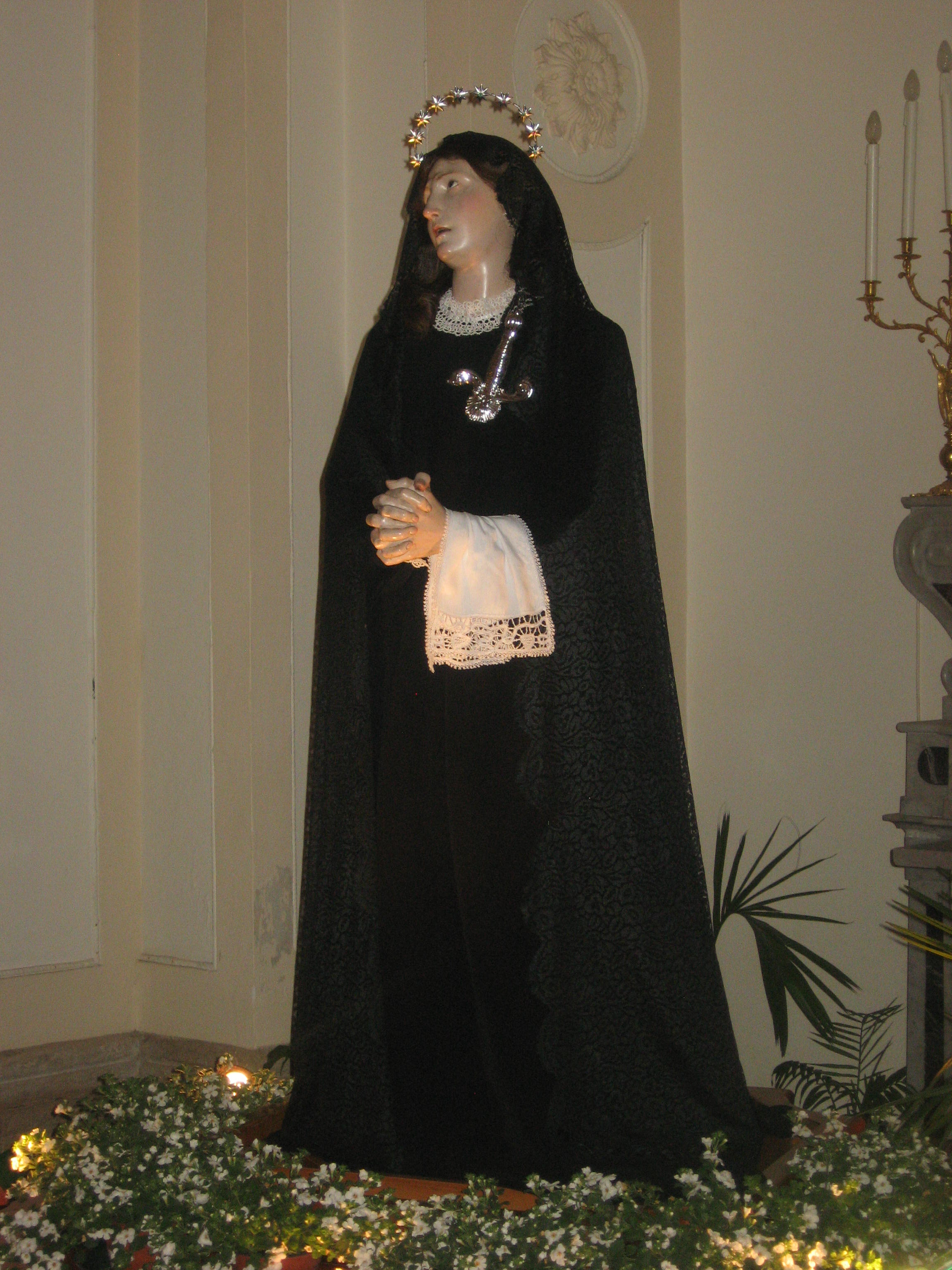
Maria Addolorata
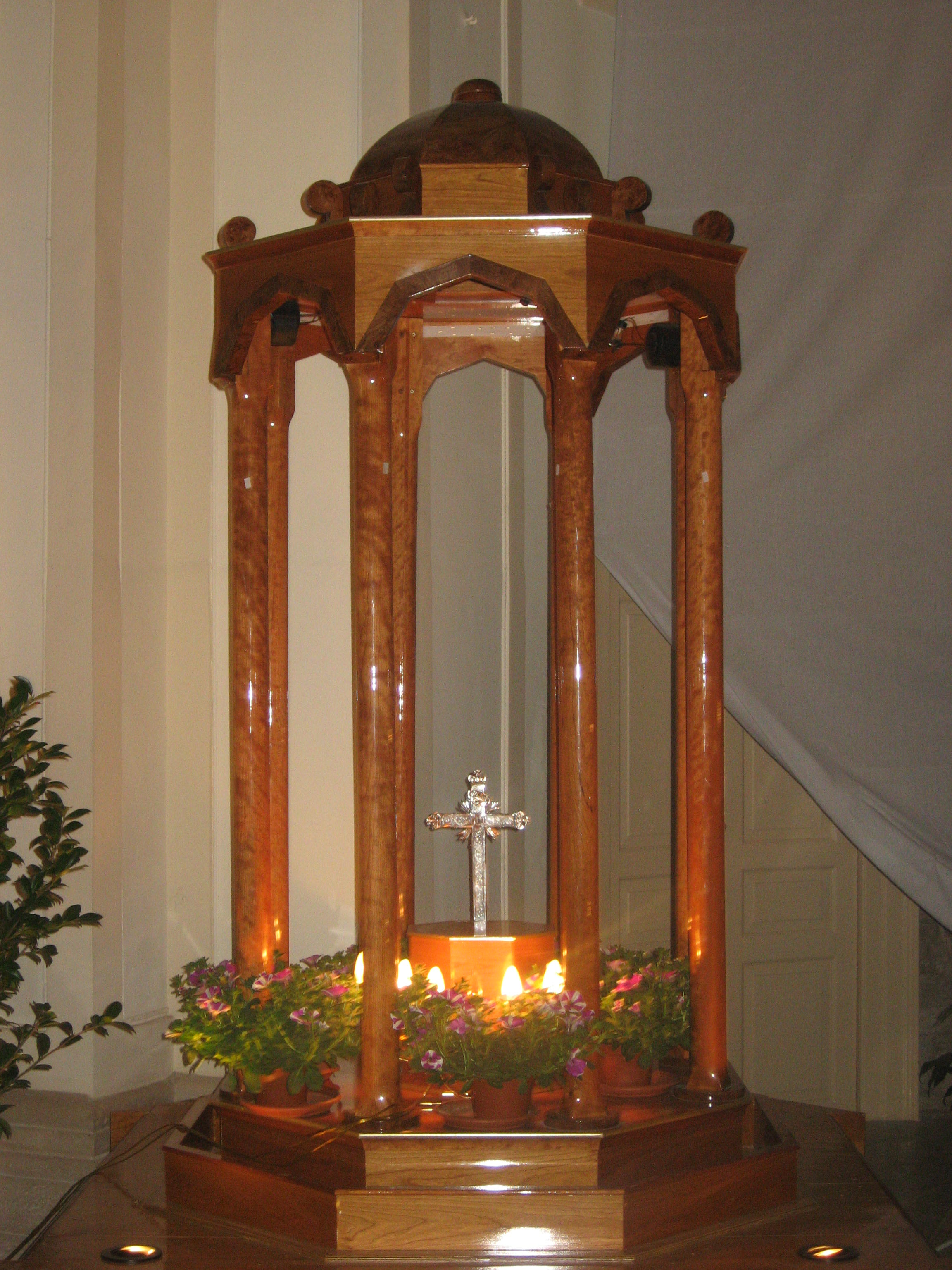
Legno Santo

### Confraternita del Purgatorio "Maria santissima del Suffragio"

#### LaPietà

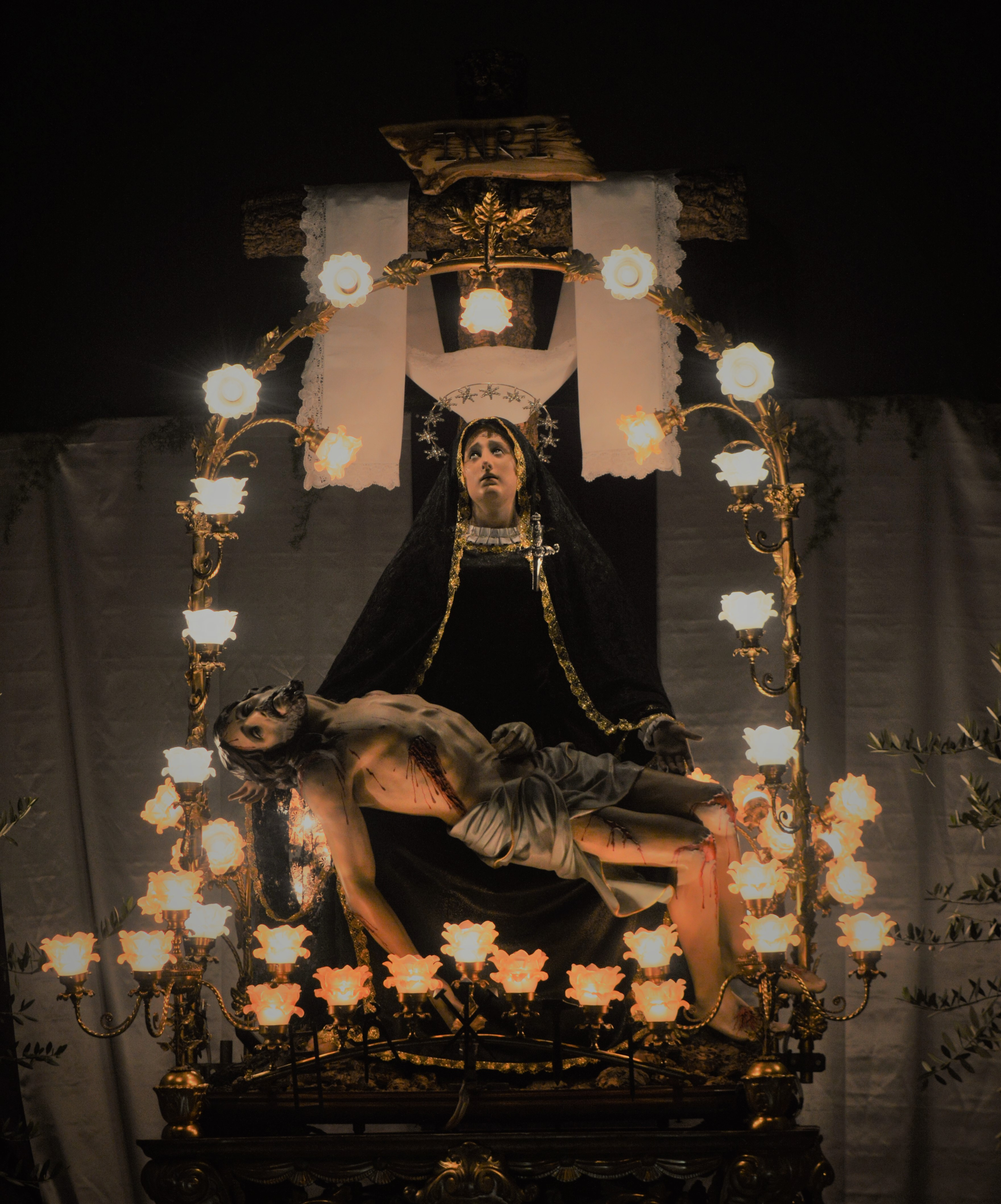
Il simulacro della Pietà.

L'immagine della Pietà, processione simbolo della confraternita del Purgatorio, fu commissionata in seguito alla delibera confraternale del 23 aprile 1897 e realizzata tra il 1898 e il 
1901. Il simulacro, opera del maestro cartapestaio leccese Giuseppe Manzo, è ispirato chiaramente alla ben più famosa Pietà vaticana scolpita da Michelangelo Buonarroti. La realizzazione del gruppo statuario fu coperta economicamente dalle oblazioni degli associati e dei fedeli. La scelta di affidare a Manzo il compito di plasmare il simulacro non è casuale: Manzo è famoso anche per aver creato tre dei misteri di Taranto, ovvero Gesù alla colonna, Ecce Homo e la Cascata; inoltre il Manzo aveva già collaborato con la confraternita del Purgatorio eseguendo le statue raffiguranti sant'Espedito, la Madonna dei Martiri, santa Rita e sant'Antonio. Tra il 1898 e il 1901 il simulacro della Pietà ha sfilato con la struttura progettata dal Manzo ma con le parti in cartapesta (il volto e le mani) prelevate da un simulacro della Madonna addolorata presente nella chiesa del Purgatorio. La testa e le mani della Madonna furono completate nel 1901 mentre il Cristo adagiato sulle ginocchia della madre fu completato solo nel 1928 e fino ad allora sostituito con un simulacro provvisorio. L'operazione di restauro guidata nel 2004 da Leonardo Marrone di San Ferdinando di Puglia ha portato alla scoperta di un'attestazione di merito, posta sotto il collo della Madonna, allo scultore Manzo per la medaglia d'oro all'esposizione generale e della mostra di arte sacra di Torino del 1898.
La statua, esposta nella prima nicchia della chiesa del Purgatorio, raffigura la Madonna in gramaglie seduta su un masso ai piedi della croce, su cui pende un lenzuolo bianco raffigurante la sindone, e con il figlio adagiato sulle ginocchia e lo sguardo rivolto verso il cielo. Emerge soprattutto la bellezza della statua di Maria, "bianca in volto ma bellissima nel suo dolore". La processione e il simulacro della Pietà sono particolarmente cari alle donne ruvestine e alle stesse consorelle: il simulacro è stato una figura fondamentale negli anni della guerra, perché le donne - identificandosi nel dolore di Maria per la perdita del proprio figlio - ne assimilavano il dolore e si affezionavano a quel simulacro che sembrava capace di capire il loro dolore di mamma. Anche questa statua, veneratissima, alla pari con il Gesù al Calvario dell'arciconfraternita del Carmine, è stata destinataria di numerosi donativi da parte della popolazione che fino a poco tempo fa venivano appesi alla base del simulacro, fin quando il vescovo della diocesi ne ha vietato l'utilizzo per richiamare le processioni penitenziali a una limitazione dello sfarzo. La stessa statua della Pietà fu più volte invocata dalla popolazione, nel corso dei decenni, per fare fronte alle numerose carestie che si erano verificate.
Dal 1898 al 1957 la processione si è svolta nella mattinata del sabato santo, avviandosi dalla chiesa del Purgatorio alle prime luci dell'alba mentre dal 1958 fino ai giorni nostri il corteo hai iniziato a sfilare in pieno pomeriggio.

## I riti della Settimana Santa

### La quaresima
Il Martedì Grasso ruvestino lascia i suoi strascichi nel silenzio più assoluto della notte, una volta terminata la popolare festa del funerale di "Mbà Rocchetidde" (maschera popolare ruvestina, che impersonifica il carnevale). Nella notte che avvicina il mercoledì delle ceneri, in vari punti della città vengono issate delle "Quarantane": la Quarantana è un fantoccio di donna rappresentante la moglie del defunto Carnevale e quindi vestita a lutto. Il fantoccio porta tra le mani un fuso e un'arancia su cui sono infilzate sette penne di gallina, a simboleggiare le settimane della quaresima, che una alla volta vengono rimosse domenica dopo domenica. Con il mercoledì delle ceneri si apre la quaresima, tempo di riflessione e preparazione spirituale verso la Settimana Santa. Durante i quaranta giorni che precedono la Pasqua, le quattro confraternite si riuniscono per degli atti di aggregazione spirituale. A turno si tiene, in ogni chiesa madre delle confraternite, l'atto dell'Adorazione della Croce che consiste nel bacio di un crocifisso sostenuto da un confratello appartenente ai vari sodalizi che in chiesa si dispongono tra i banchi in ordine di età. I riti della quaresima si interrompono circa una settimana prima della domenica delle Palme, quando la confraternita Purificazione-Addolorata avvia la novena a Maria santissima Desolatapresso la chiesa di san Domenico.

### Venerdì di passione
Processione della Desolata
Da oltre quarant'anni il mercoledì di passione, presso la chiesa di San Domenico, sede della confraternita Purificazione-Addolorata, si inizia a sentire l'eco delle marce funebri con il tradizionale concerto del complesso bandistico che segue tradizionalmente la processione della Desolata.

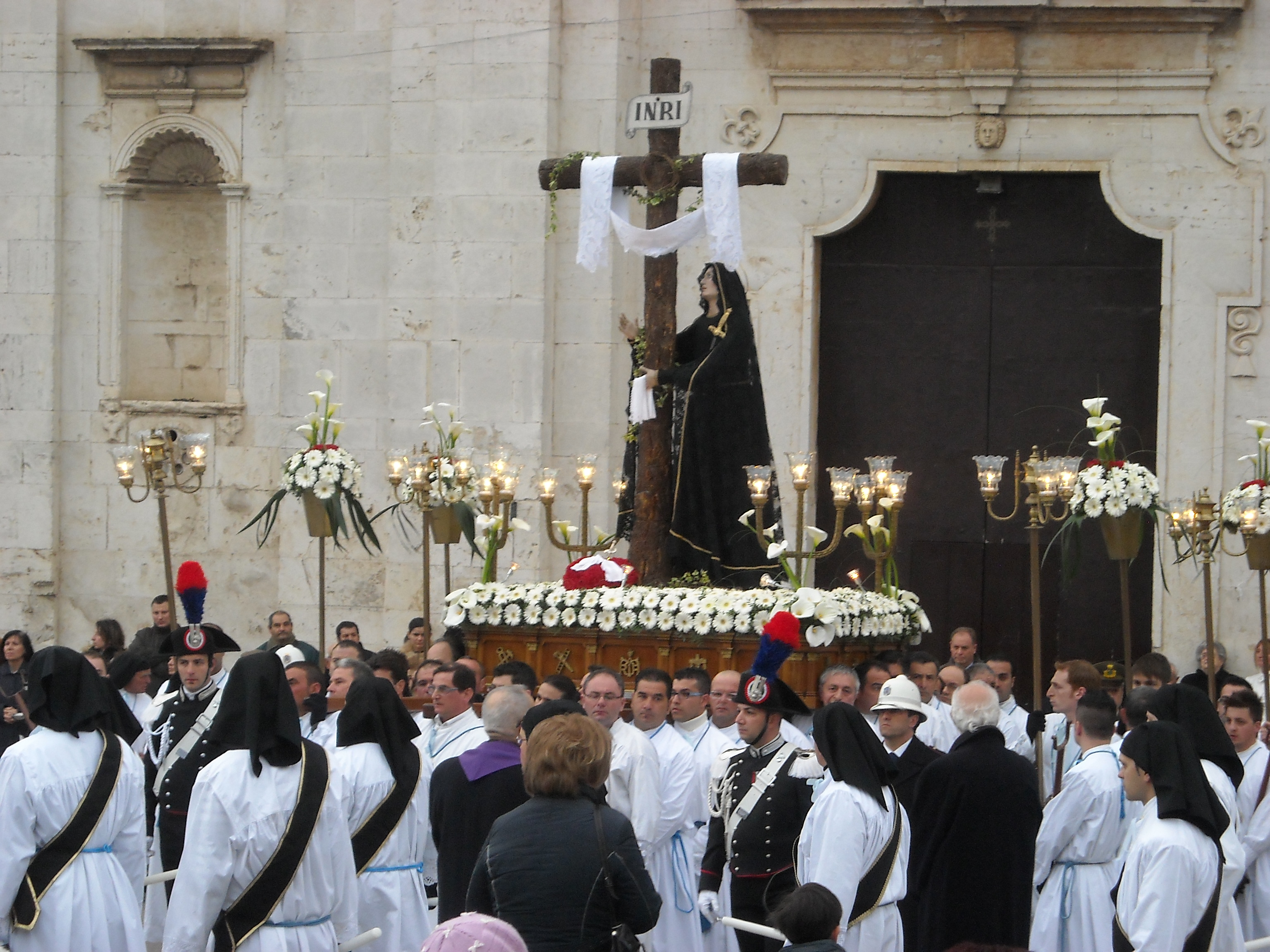
La Desolata appena dopo l'uscita dalla chiesa di San Domenico.

Il venerdì di passione si apre con il pellegrinaggio al santuario del Santissimo Salvatore in Andria, ormai diventato tradizione da diversi anni per la confraternita. Nel primo pomeriggio invece, "u tammurr" batte i primi colpi e chiama la popolazione a ritrovarsi in piazza Bovio. Alle ore 17:00 in piazza Menotti Garibaldi, la banda esegue la prima marcia funebre a piè fermo, Triste ricordo (A mio Padre), di Alessandro Amenduni. 
Il frequente vento primaverile, che spesso caratterizza il venerdì di passione, ha portato la popolazione ruvestina a chiamare la Desolata, la "Maduònne du vìnde" (la Madonna del vento). 
Alle 17:30 si apre la porta della chiesa di san Domenico e il simulacro della Desolata compare portato a spalla dai quaranta portatori scortati dai confratelli dalla buffa nera tra nuvole di incenso. Subito, all'uscita della statua, la banda intona la marcia funebre Eterno Dolore di Evaristo Pancaldi.
Il simulacro, dopo il continuo dondolio sul sagrato in attesa della fine della prima marcia funebre, viene appoggiato sui "forcelli" per qualche minuto e contemporaneamente consorelle e confratelli si dispongono nelle due ali di fila precedendo la statua. La processione parte a ritmo lento e dondolante cadenzato dalle marce funebri e tra la statua e la banda, che chiude il corteo processionale, si inseriscono i fedeli e le autorità civili. 
Al rumore della grancassa che apre il corteo processionale, spuntano dai balconi i teli bianchi che simboleggiano la sindone e rappresentano una caratteristica ancora presente soltanto nei riti della Settimana Santa ruvestina. La processione attraversa prima alcune strade del quartiere adiacente la chiesa, e poi tutte le vie principali del centro storico. Il calare del buio rende ancora più suggestiva la processione illuminata dalle varie lampade. Dopo essere arrivato nei pressi dell'ospedale, il corteo processionale si avvia al ritiro previsto per le 22:30 .  

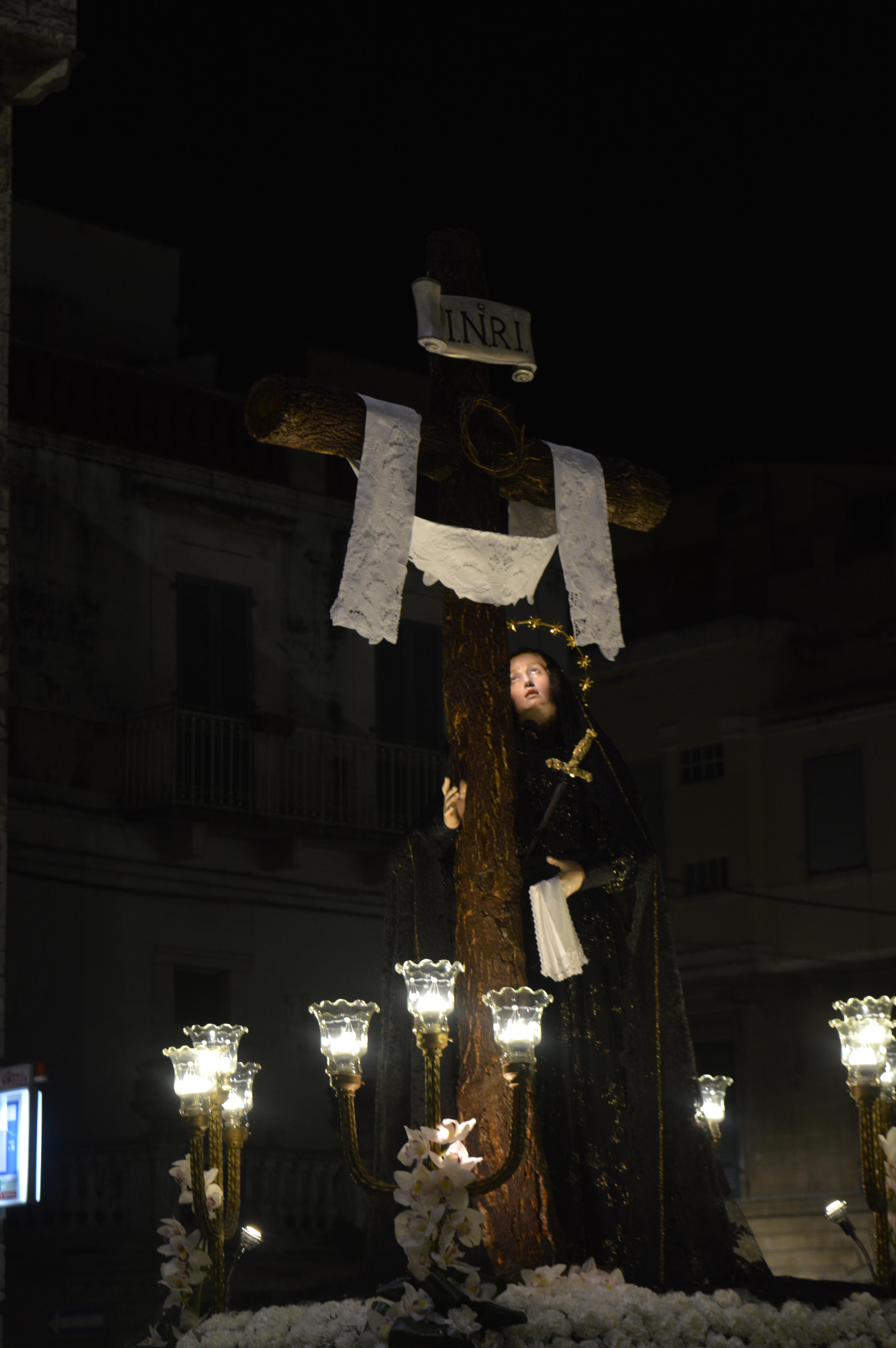
Il simulacro della Desolata in tarda serata.

Durante il passaggio sui corsi Gramsci e Carafa, che precedono l'arrivo a piazza Bovio, sede della chiesa di san Domenico, la pubblica illuminazione viene completamente spenta creando una particolare atmosfera al passaggio del simulacro che giunge in piazza Bovio tra due ali di folla illuminata soltanto dai ceri dei confratelli e delle consorelle, che nel frattempo hanno scambiato le loro posizioni in modo da disporre gli uomini ad apertura del corteo e le donne a protezione della statua. In questo tratto viene eseguita l'inno "Preghiera a Maria SS. Desolata", cantata da confratelli e consorelle a cui segue la marcia funebre Una lacrima sulla tomba di mia madre di Vella. 
Dopo la benedizione finale del padre spirituale, la banda scandisce la lenta entrata della statua in chiesa con l'ultima marcia funebre, ovvero Jone di Errico Petrella chiudendo così il venerdì di passione.

### Domenica delle Palme
La domenica delle Palme si presenta come l'ultimo giorno di festa prima della "Grande Settimana". La mattina in tutte le chiese della città, in primis nella concattedrale, avvengono le varie benedizioni delle palme, sostituite da grandi e frondosi rami di ulivi. Se la mattinata è segnata dalle funzioni religiose e dai pranzi abbondanti, nel tardo pomeriggio è la confraternita di san Rocco a riunirsi nella chiesetta omonima, dove sono già esposti gli Otto santi, per dare inizio al triduo di preparazione per la processione di gala del giovedì santo. Nella serata il vescovo, giunto a Ruvo da Molfetta, guida la Via Crucis diocesana che tocca i punti principali della città.

### Mercoledì santo
Da qualche anno si è ripresa la tradizione della sacra rappresentazione presente fino ai primi anni del 2000. Viene curata dall'arciconfraternita del Carmine, rappresenta il preludio al triduo pasquale, giorno di "pathos" e suggestione per l'intera cittadinanza ruvestina. Intanto in piazza Matteotti, calata la sera, nella piccola chiesa di San Rocco è già completo l'allestimento floreale della statua (iniziato il martedì sera), e vengono disposte le ultime indicazioni sull'organizzazione della processione.
All'esterno della chiesetta, dal 2008 è consuetudine tenersi un concerto di marce funebri del complesso bandistico " Amici di san Rocco" in attesa della processione notturna.

### Giovedì santo

#### Processione degliOtto santi

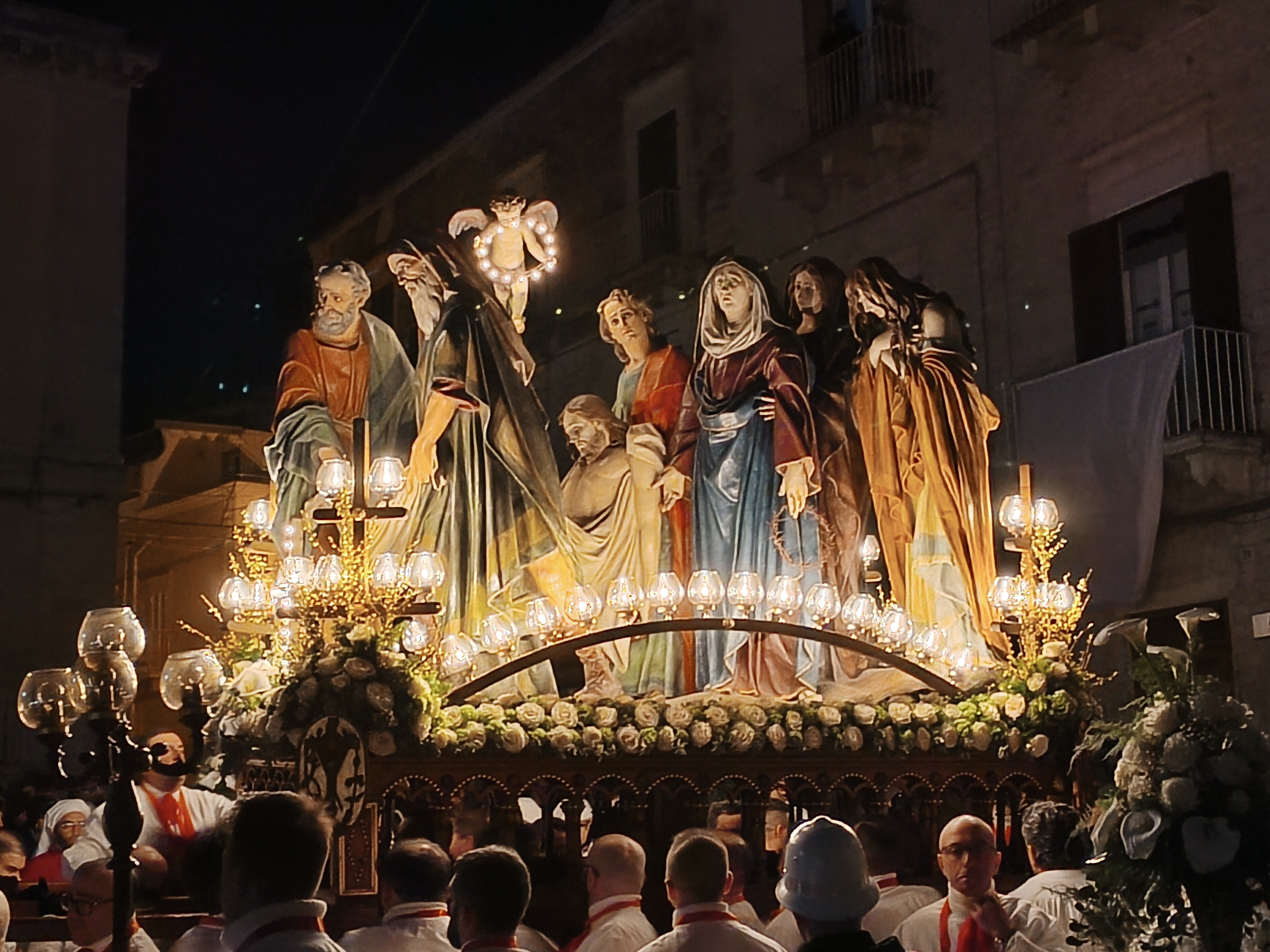
Gli Otto santi appena dopo l'uscita.

Nelle prime ore del giovedì santo, "u tammurre" inizia il suo giro di chiamata per le vie buie di Ruvo. A poco a poco i ruvestini lasciano le loro case e si dirigono in piazza Menotti Garibaldi per assistere alle ore 2:00 alla marcia funebre, eseguita a piè fermo, Una lagrima sulla tomba di mia madre di Amedeo Vella. Nel frattempo piazza Matteotti pullula di gente, non solo residenti ma anche fedeli venuti dalle città limitrofe assieme a turisti, curiosi e ai tanti emigrati che tornano nella loro terra natia in occasione della Pasqua. Al termine della marcia la banda raggiunge la piazza e si prepara per l'uscita del simulacro degli Otto Santi.  
Le consorelle si dispongono ad aprire il corteo, mentre i confratelli restano vicino alla chiesa. Alle ore 2:30 i colpi dei piatti e il suono dei tromboni aprono la marcia funebre Eterno dolore del maestro Evaristo Pancaldi quando i quaranta portatori stanno già facendo uscire l'imponente simulacro dalla piccola porta della chiesa di San Rocco tenendolo con le mani basse per le stanghe. 
La popolazione in piazza mantiene il silenzio, affascinata dall'atmosfera particolare frutto dell'intreccio tra la maestria dei portatori, che con fatica e attenzione estraggono il gruppo scultoreo, e la marcia funebre che ne cadenza il ritmo. Dopo pochi minuti la statua è già sulle spalle dei portatori che con il classico dondolio la portano sul sagrato della chiesa. Una volta disposto il corteo processionale, la statua compie il giro della piazza per poi snodarsi nelle fitte e strette stradine del centro storico ruvestino, rendendo ancora più suggestiva l'atmosfera che accompagna la processione notturna degli Otto santi, con i vari vicoli illuminati solo dalle flebili fiammelle delle candele portate da confratelli e consorelle sferzati dal vento primaverile.  

Dopo un'oretta dall'uscita della processione, il corteo raggiunge lo spiazzale antistante la concattedrale e si dirige verso la chiesa del Purgatorio, appena un centinaio di metri avanti, lasciata appositamente aperta con la statua della Pietà in primo piano. Il simulacro, giunto davanti all'ingresso della chiesa, viene fatto girare per simulare l'incontro tra le due Marie sofferenti per lo stesso dolore. La processione dunque riprende il suo cammino dirigendosi verso l'ospedale. 

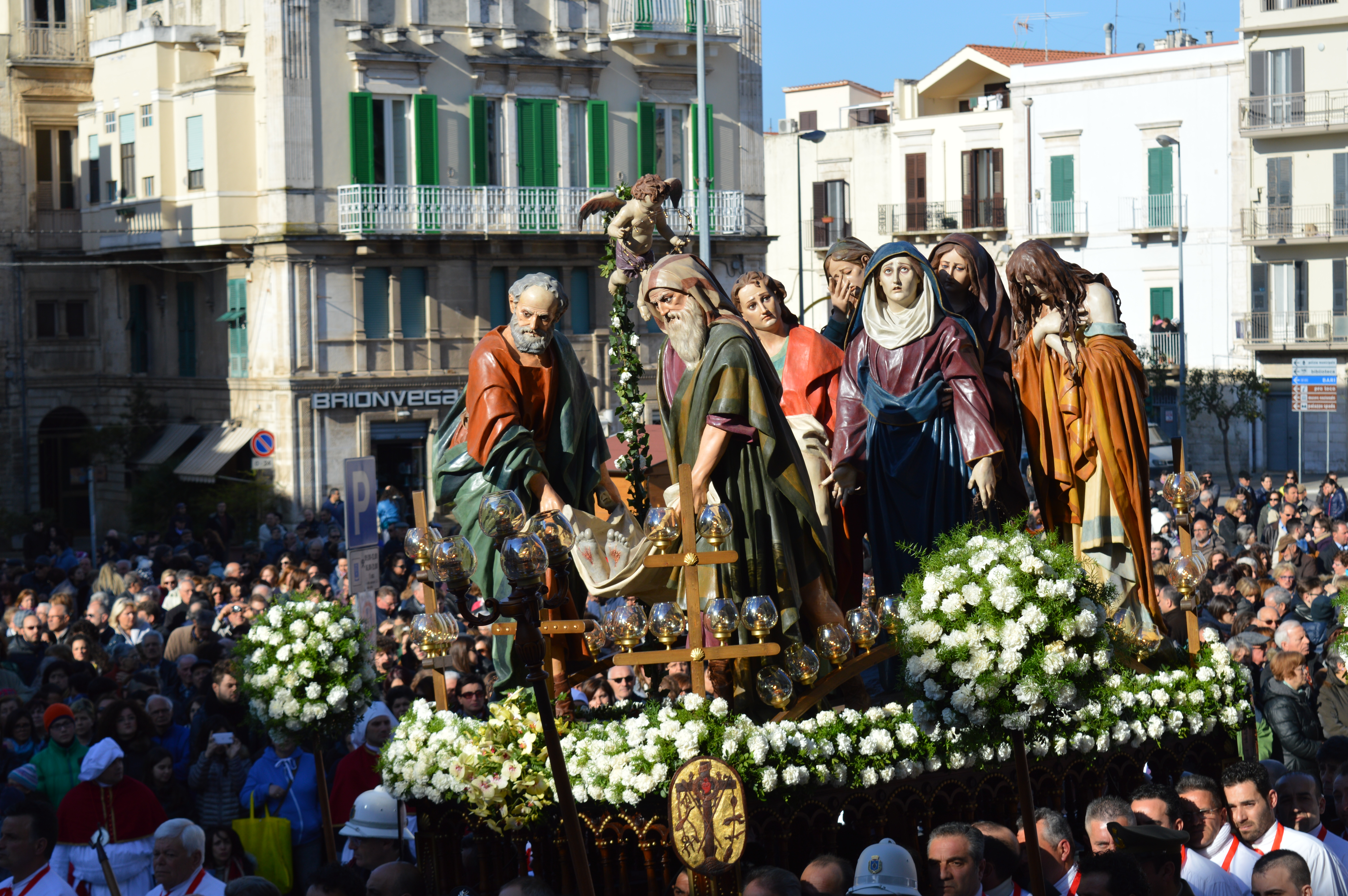
Il simulacro al rientro in una Piazza Matteotti gremita di gente.

All'alba i confratelli e i portatori, visibilmente stanchi, dopo aver quasi toccato gli estremi della città, puntano a percorrere i corsi principali di Ruvo, gli ultimi e lunghi tratti in vista del ritiro. Giunta la mattina i curiosi e gli spettatori si accalcano per le strade. Quasi alle 9:00 del mattino, il simulacro si appresta a compiere l'ultima salita, quella di corso Gramsci che porta direttamente alla piazza Matteotti sede della chiesa di san Rocco. 
La popolazione è radunata nella piazza mentre la processione si avvicina alla chiesetta con la marcia Jone del maestro Errico Petrella, vera e propria colonna sonora del rientro del corteo. Le lamentevoli e patetiche note ben si prestano al rientro della statua in chiesa che viene riportata dentro tenendo la faccia del gruppo statuario rivolta verso la piazza, dopo una preghiera del padre spirituale.Sorgono spontanei gli applausi del pubblico, ancora una volta rivolti alla maestria dei portatori capaci di far uscire e rientrare il simulacro da una porta apparentemente stretta e piccola.

#### Messa in Coena Domini
In tutte le parrocchie di Ruvo, specialmente nella concattedrale, si tiene la cosiddetta messa in coena Domini. Il sacerdote coadiuvato dal Sindaco rievoca l'episodio della lavanda dei piedi compiuto da Gesù, il quale cintosi con un asciugatoio la vita lavò i piedi ai dodici apostoli, in questa occasione rappresentati da 12 bisognosi della città. Al termine della solenne cerimonia l'ostia consacrata viene chiusa nel repositorio, chiamato erroneamente dalla tradizione "sepolcro".

#### ISepolcri
Il sepolcro, detto in dialetto "sebbùolch", indica sì il luogo (repositorio) in cui veniva collocata l'ostia consacrata, ma anche le caratteristiche scenografie allestite attorno al tabernacolo, ormai molto distanti da quelle di un tempo, così come l'organizzazione e il rito delle visite ai sepolcri come ci ricorda l'artista Domenico Cantatore, nativo di Ruvo di Puglia, nel suo racconto Aria di Aprile:
Da una chiesa all'altra incontravamo le Marie portate a braccia da uomini in tunica bianca, col volto coperto da un cappuccio. Le Madonne, illuminate da una piramide di ceri alla base, andavano in cerca del figlio fermandosi volta per volta qualche minuto sulla porta spalancata di ogni chiesa. Le sette statue delle sette parrocchie, seguite dai devoti scalzi, continuarono a girare anche la notte e fino all'alba del giorno successivo.
Il mattino noi andammo ancora sulla loro traccia. Il sole non si era affacciato, ma il chiarore del cielo aveva sbiancato le case. Dalle porte sbucavano donne e si avviavano frettolosamente alla ricerca delle Marie.
Riunite nel livido squallore della piazza grande, le Madonne in veste nera, uguali come sorelle, vagavano senza meta. Alla loro base le fiammelle delle candele, consumate in grossi grumi, tremolavano labili alla brezza del limpido mattino d'aprile, odoroso d'incenso e di cera. Da vicino i volti quasi trasparenti delle Madonne mettevano soggezione, tanto erano verosimili coi lucidi occhi rivolti al cielo. Sulle loro mani, tese in avanti alla ricerca, era appoggiato in bella piega il candido fazzoletto del pianto, e nel petto era conficcato il pugnale d'argento. Talora, l'aria muoveva i lievi pizzi della loro veste e le Madonne parevano vive.
I trasportatori, stanchi e senza sonno, si erano seduti per terra ai piedi delle statue ormai ferme in mezzo alla piazza. Non appena spuntò il sole sui tetti le Marie furono allontanate per strade diverse dirette frettolosamente alle loro chiesa coi lunghi veli alzati dal vento.»
Rispetto al racconto del Cantatore, che fa riferimento agli anni dieci del Novecento, oggi i sepolcri nelle chiese sono allestiti in maniera più sobria: si contraddistingue, però, l'Arciconfraternita del Carmine, che nell'omonima chiesa sfrutta il rito dei sepolcri per allestire ed esporre le stesse statue che il giorno dopo saranno portate in processione. Il celebre pittore, inoltre, ricorda come per le tortuose e caratteristiche vie di Ruvo, così come nelle città limitrofe, era un rito consolidato portare a spalla le statue raffiguranti l'Addolorata di ogni chiesa per fare tappa nei vari sepolcri sparsi per la città. Tuttavia nel 1936 il vescovo di Ruvo e Bitonto, Andrea Taccone, abolì il rito.

### Venerdì santo

#### La processione deiMisteri

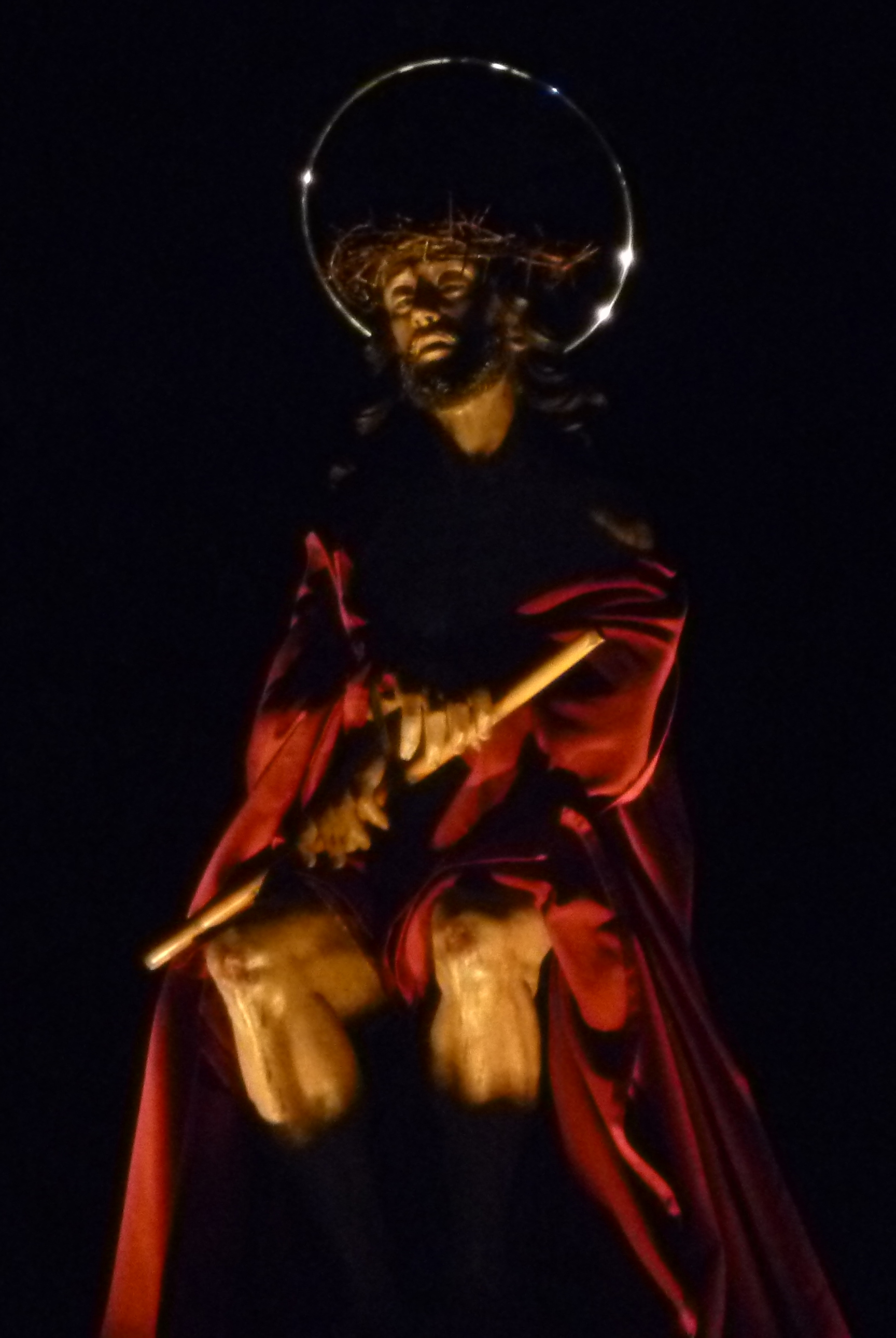
La statua dell'Ecce Homo in un tratto serale.

Il venerdì santo, giorno della commemorazione della morte di Gesù, i riti hanno inizio nelle prime ore del pomeriggio e precisamente alle 12:00 quando la statua del Cristo morto viene trasportata a spalla, annunciata soltanto da incessanti colpi di tamburo, dalla chiesa del Carmine alla concattedrale. Da pochi anni, infatti, l'arciconfraternita del Carmine ha ripreso il rito delle "Tre ore dell'agonia": la funzione, esistente fino al XIX secolo, consiste nell'incontro durante la celebrazione eucaristica tra il simulacro dell'Addolorata, presente già nella cattedrale, e il Cristo morto per simboleggiare l'incontro tra la Vergine e il figlio ormai esanime. Anticamente durante la messa era presente un predicatore che attraverso gesti e parole cercava di impressionare l'uditorio, creando suggestione ed emozione tra i fedeli.  
Nel frattempo, alle 17:00, il complesso bandistico Nicola Cassano esegue in piazza Menotti Garibaldi la prima marcia a piè fermo Gesù nell'orto del maestro Gennaro Sibilano. A seguire, alle ore 17:30, al termine del rito nella concattedrale, sul piazzale antistante, la banda Basilio Giandonato esegue a piè fermo la marcia Ecce Homo, del maestro Rocco Di Rella. Dal 2016 entrambe le bande cittadine seguono il corteo, una posizionata prima della statua del Cristo Calvario e l'altra al termine del corteo processionale. 

Alle ore 18:00 si snoda dalla chiesa del Carmine la processione dei misteri. Ad aprire il corteo è, come da tradizione, la croce penitenziale, seguita dal gonfalone dei misteri recante i simboli della passione di Cristo. Dopo la sfilata delle consorelle e dei confratelli il primo simulacro a uscire dalla chiesa è quello di Gesù nell'orto, accompagnato sempre dalla marcia Eterno dolore di Pancaldi: la statua è circondata da fiori e da un ramo di ulivo, apposto per richiamare l'orto del Getsemani; segue la statua lignea del Cristo alla colonna, l'Ecce Homo, vestito di un mantello rosso di porpora e il Gesù al Calvario, accompagnato all'uscita dalla marcia funebre Il Calvario di Vincenzo Jurilli. 

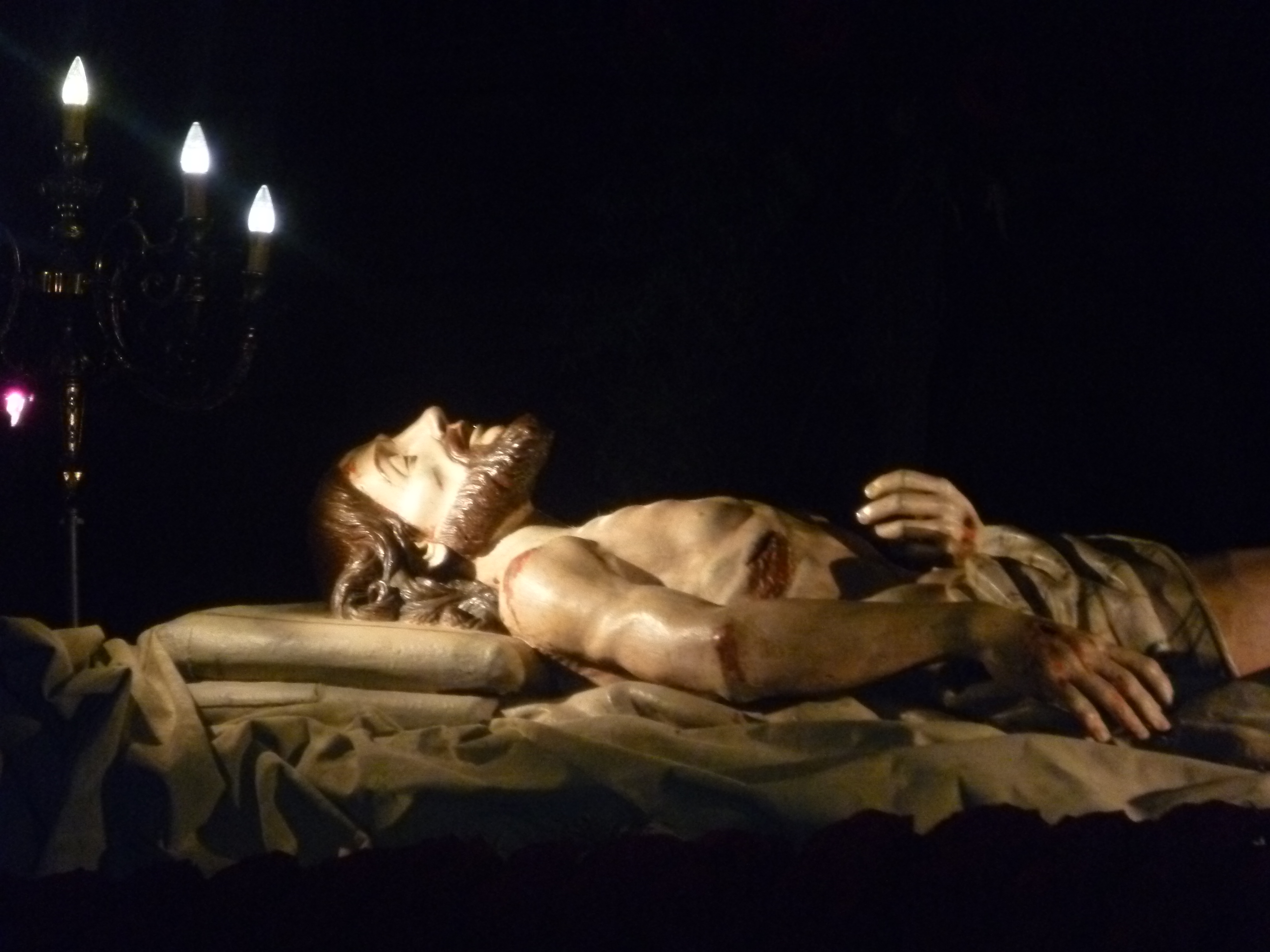
Il Cristo morto sfila tra le vie buie di Ruvo.

Il simulacro del Gesù al Calvario è preceduto dai "crestudd", ovvero bambini vestiti così come è raffigurato il Cristo portato in processione e dotati anche di una piccola e leggera croce portata a spalla; la statua del Calvario è seguita da una lunga scia di fedeli che per devozione o per richiedere od omaggiare qualche grazia sfilano dietro la statua anche scalzi. Al Gesù al Calvario seguono la statua della Veronica, il Gesù crocifisso,l'Addolorata e il tempietto del Legno santo, la cui reliquia viene posta dal padre spirituale al momento dell'uscita del baldacchino. Poco dopo l'uscita il corteo giunge dinnanzi alla cattedrale, permettendo al Cristo morto di inserirsi in processione, posizionandosi prima dell'Addolorata .La processione si dirama per i vicoli del paese in maniera lentissima scandita dalle note delle marce funebri fino a giungere poco prima del rientro, davanti alla chiesa del Purgatorio dove il Gesù al Calvario viene girato verso la statua della Pietà. La processione riprende il suo cammino lentissimo, il numero complessivo dei portatori sfiora i 300 o 400 uomini. I misteri seguono le vie principali a passo lentissimo, toccano l'ospedale e il momento più suggestivo è segnato dal passaggio in corso Cavour: il corso completamente buio è illuminato soltanto dalle lampade che circondano le statue; i vari simulacri, che rappresentano le sofferenze e i dolori subiti dal Cristo, sfilano in ordine cronologico. I misteri seguono le vie principali a passo lentissimo, dopo le 21 toccano corso Carafa e corso Gramsci, anch'essi al buio. Nelle fasi finali del corteo processionale in largo Cattedrale il padre spirituale impartisce una benedizione ai fedeli con la reliquia del legno santo, concedendo un momento di sosta e riposo ai portatori. Verso le 23:00 la processione dei misteri volge al ritiro: con maestria le statue sono portate una alla volta all'interno della chiesa sulle patetiche note della marcia Jone del maestro Petrella.

### Sabato santo

#### Processione dellaPietà

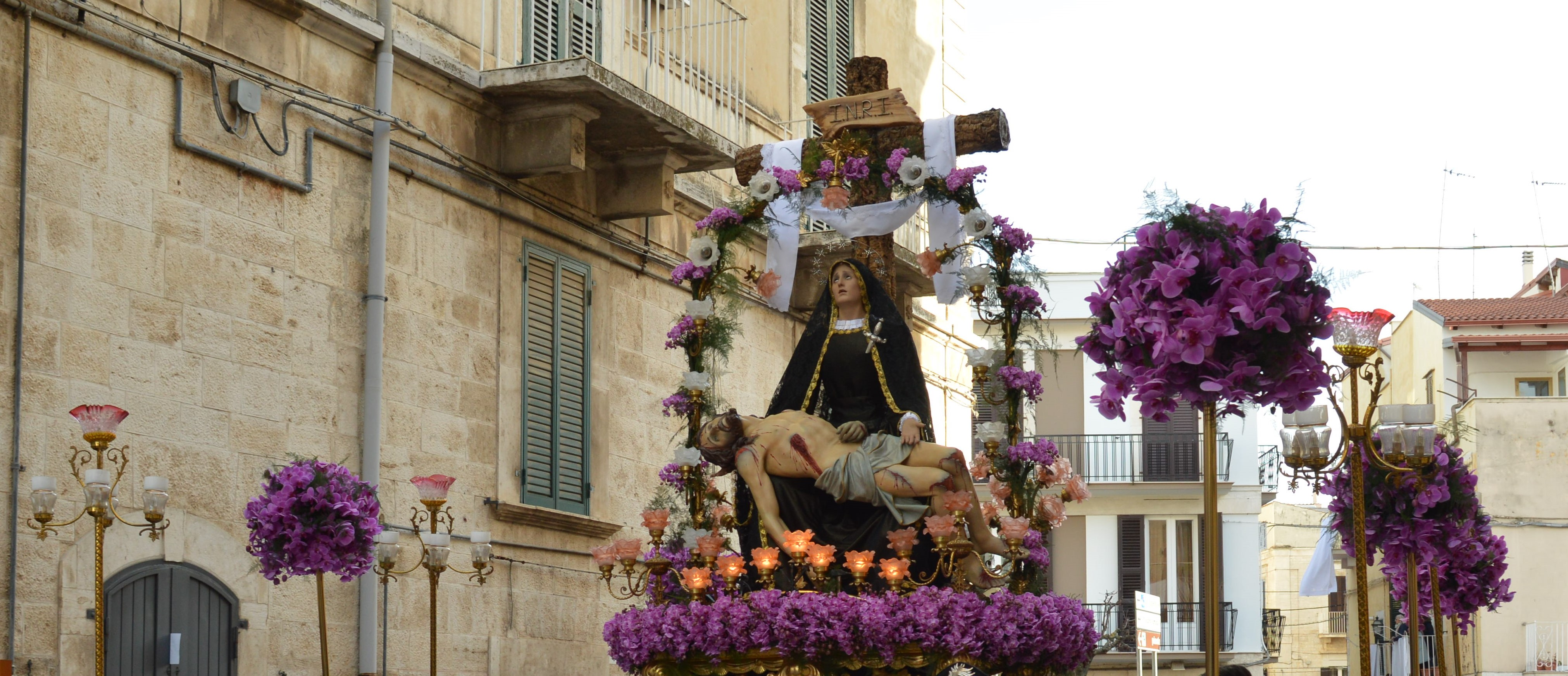
La processione della Pietà poco dopo l'uscita.

Le compere del sabato santo e le attività dei negozi aperti fin dalle prime ore del pomeriggio subiscono una brusca interruzione già dalle 16:00 quando la banda suona sul sagrato della concattedrale a piè fermo, la marcia Pietà di Angelo Lamanna. Alle 16:30, in un largo san Cleto completamente gremito, dove si trova la chiesa del Purgatorio, si assiste all'uscita della Pietà con la banda che intona la marcia funebre Rassegnazione, di Alessandro Amenduni, a cui segue l'inno alla Pietà, detto anche "Le tue pupille roride", intonato anche dai confratelli e dalle consorelle. 
Il simulacro viene subito issato sulle spalle dei portatori e fatto dondolare sul sagrato suggestionando il pubblico davanti alla scena di una Maria sofferente con il Cristo poggiato sulle sue ginocchia che sembra dover scivolare da un momento all'altro. A precedere la statua abbiamo la figura del  cireneo, vestito di nero e incappucciato, la cui identità è conosciuta soltanto dal priore della confraternita. Il corteo processionale e la statua attraversano nel primo pomeriggio parte del centro storico per poi dirigersi verso l'ospedale, tappa obbligata e comune a tutte le altre processioni.
La statua della Pietà assieme al Gesù al Calvario è il simulacro più venerato dell'intera Settimana Santa ruvestina: fino a pochi decenni fa la statua era ricoperta dai donativi della popolazione, che ricorreva alla Madonna per chiedere una grazia o per fermare la sempre più frequente siccità. La Pietà inoltre è oggetto di devozione soprattutto da parte delle donne ruvestine e delle consorelle stesse le quali, chiedendo da tempo di restare più vicine alla statua durante la processione, hanno risolto con la formula di un corteo disposto in due ali, sinistra e destra, di tipo misto, ovvero un confratello e una consorella. Il corteo processionale al calare della sera attraversa i corsi della città buia, con il simulacro illuminato da un arco di lampade a forma di rosa che sovrasta i due soggetti. 

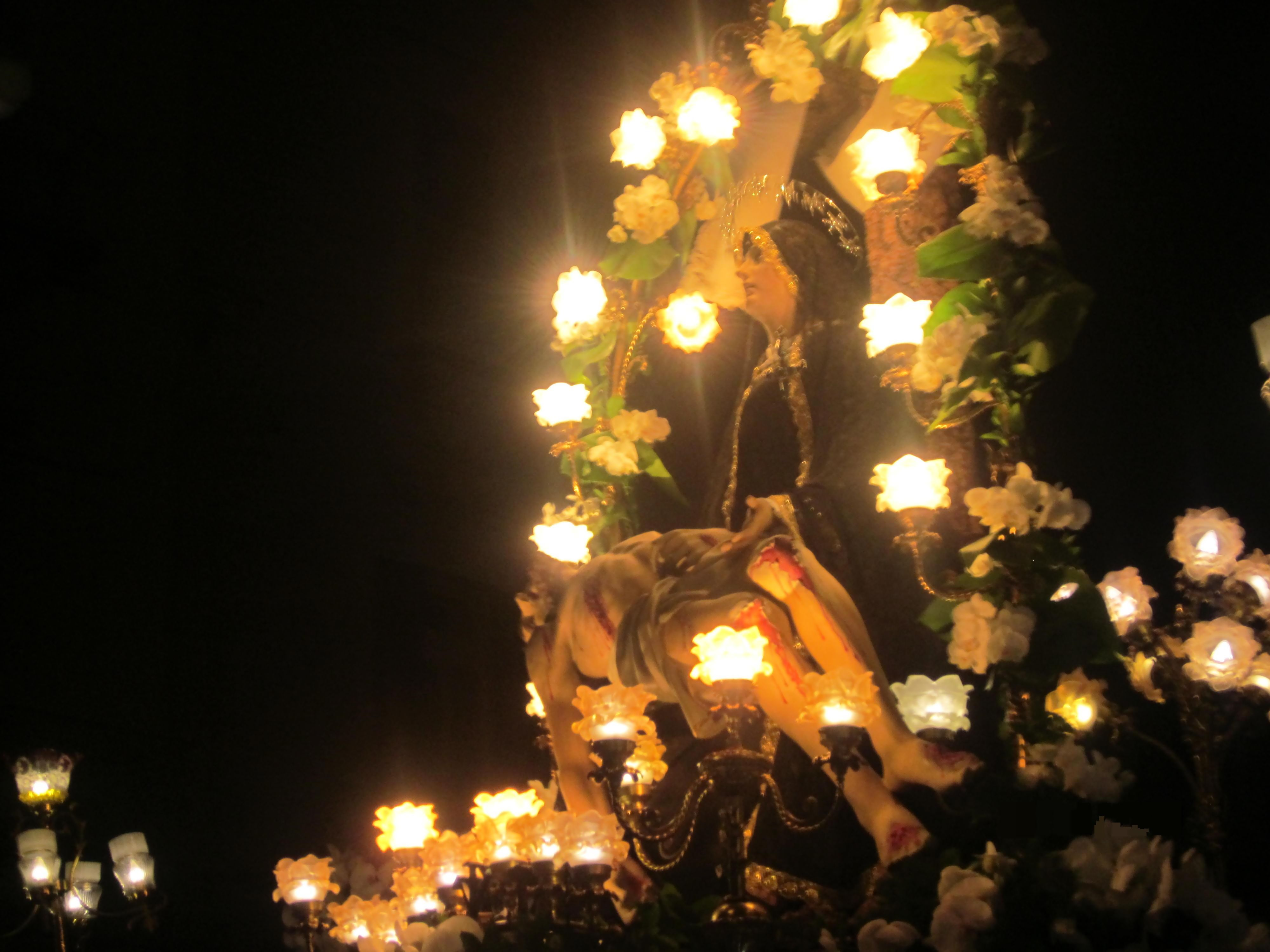
La pietà poco prima del rientro presso la chiesa del Purgatorio.

Il rientro, seguitissimo dai fedeli e dai curiosi, avviene verso le 22:00 tra due ali di folla ordinata e partecipe: al chiarore della luce di largo san Cleto, la statua viene a mano a mano portata dentro la chiesa del Purgatorio illuminata a giorno. Il tutto è accompagnato dalla marcia funebre Sabato Santo con cui rientra la statua.
La processione della Pietà chiude i riti penitenziali della Settimana Santa ruvestina.

### Domenica di Pasqua

#### La processione diGesù risortoe lo scoppio delle Quarantane

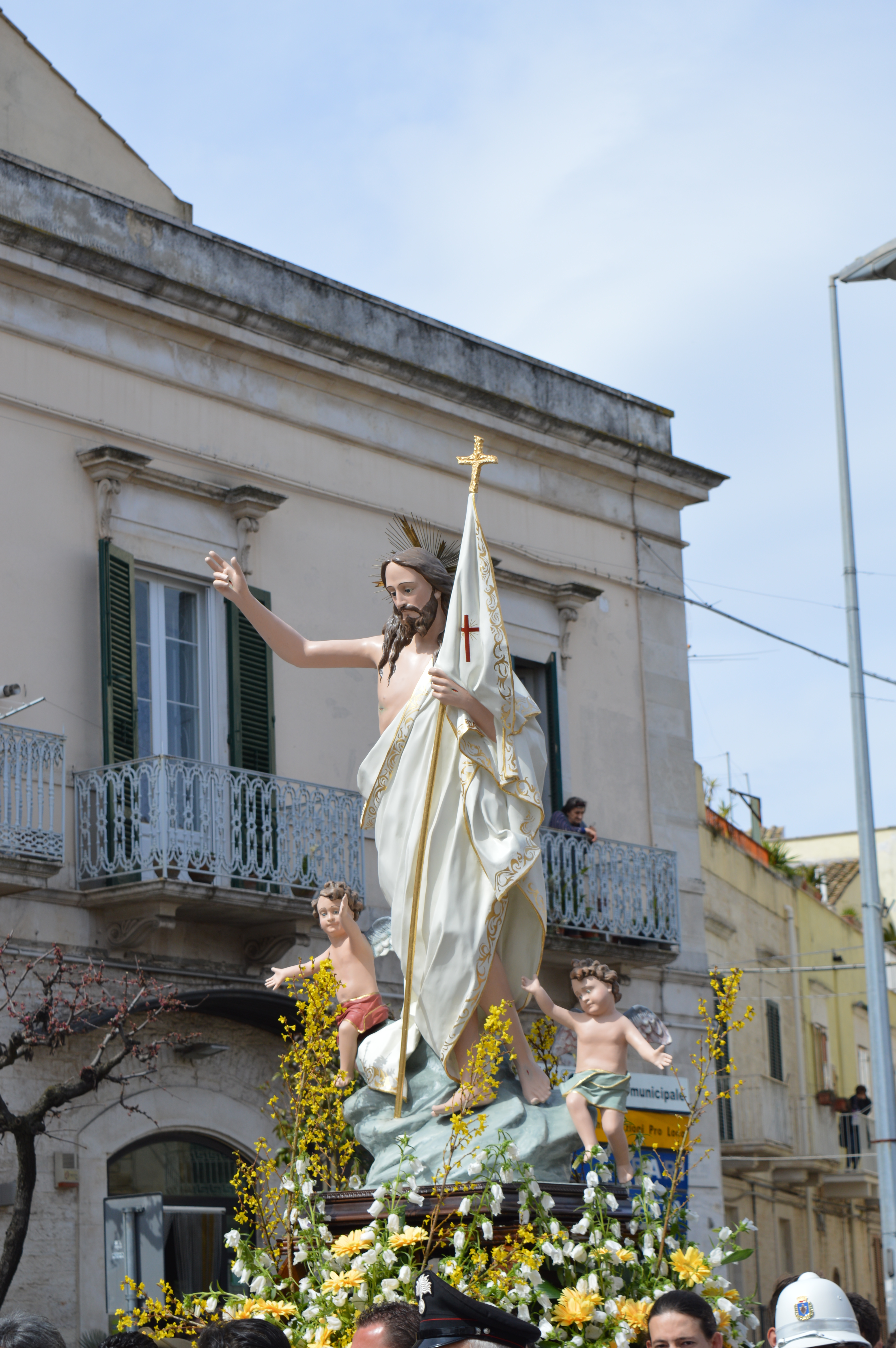
Il simulacro di Gesù Risorto in processione.

La confraternita Purificazione-Addolorata, dopo aver aperto la Settimana Santa ruvestina con la processione della Desolata il venerdì di passione, la chiude con la processione di Gesù risorto. Dopo il rientro della processione della Pietà, nella tarda serata del sabato santo all'interno delle varie chiesa parrocchiali viene celebrata la messa pasquale di resurrezione. 

Il clima è festante, completamente diverso dai giorni precedenti e alle 09:30 in punto della Domenica di Pasqua, il simulacro di cartapesta del Cristo risorto varca la soglia della chiesa di san Domenico per un breve giro dei corsi e del quartiere dell'ospedale della città di Ruvo. Al suo passaggio, invece dei teli bianchi simboleggianti la sindone, dalle finestre spuntano teli variopinti e multicolori per richiamare il clima di festa; inoltre dai terrazzi e dalle finestre vengono lanciati petali di fiori all'indirizzo del simulacro, preceduto da un festante gruppo di bambini che sventolano bandierine con il tricolore oltre che dai confratelli e dalle consorelle. 

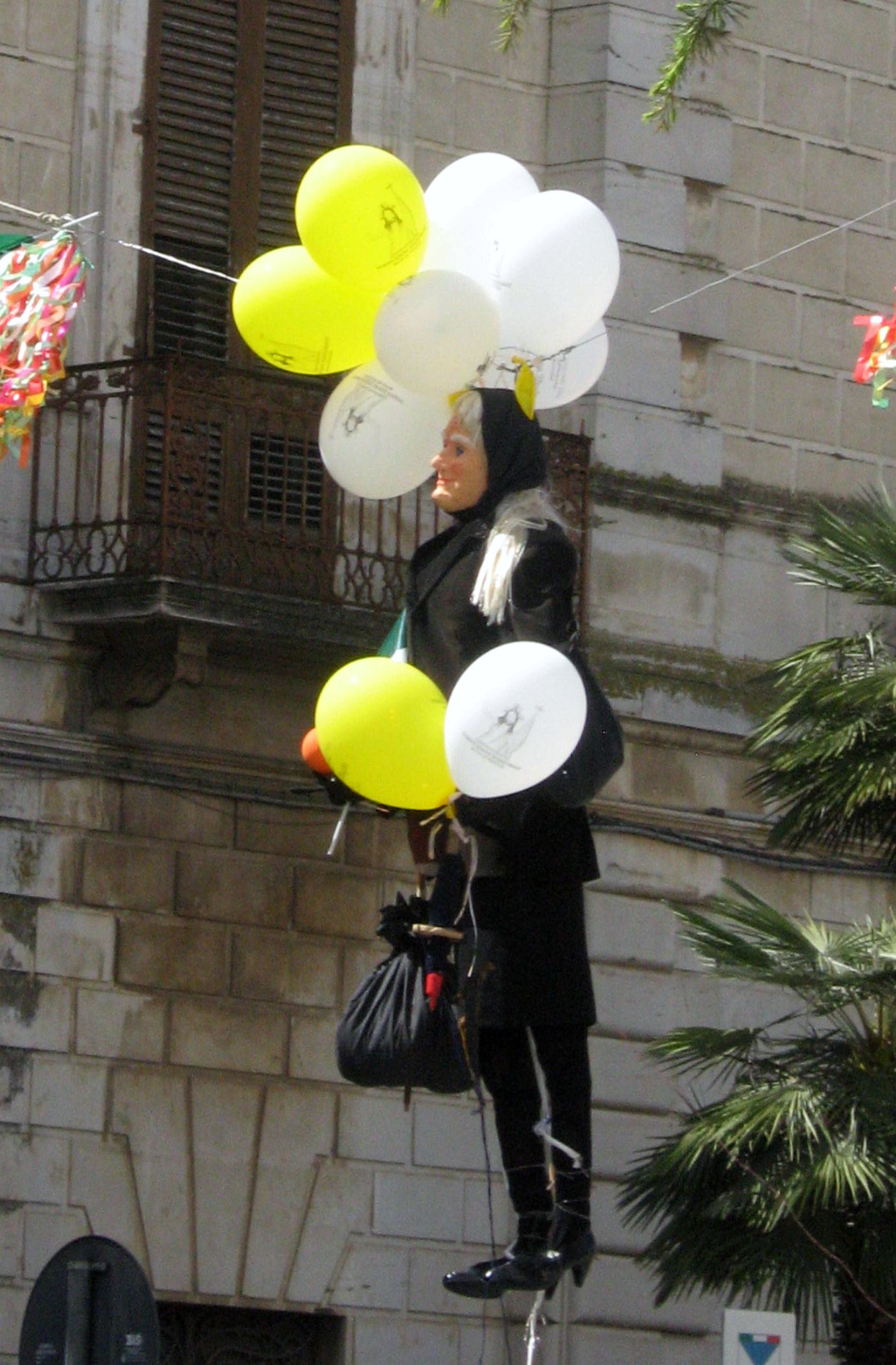
Quarantana poco prima dello scoppio.

La processione raggiunge lungo la città i punti in cui sono appese le varie quarantane: all'arrivo della statua vengono gonfiati e lanciati palloni aerostatici e a seguire si fanno scoppiare le Quarantane dopo l'esplosione di una lunga serie di scherzi pirotecnici. Ad oggi le quarantane poste lungo il percorso processionale le troviamo presso Piazza Dante e più avanti a Piazza Matteotti. 
A ogni scoppio segue un lungo applauso della festante folla che assieme alle allegre marce della banda festeggia la resurrezione e la Domenica di Pasqua. Il simulacro ritorna alla chiesa di San Domenico verso le 11:30 dove, dopo la messa esterna, sul sagrato della chiesa, viene fatta scoppiare l'ultima quarantana in piazza Bovio.

### Lunedì dell'Angelo

#### Processione dell'Annunziata
A Calendano, frazione a 8 chilometri da Ruvo, si chiudono i riti pasquali con la processione dell'Annunciazione che si snoda dal Santuario di Santa Maria di Calendano. Il simulacro rappresentante l'arcangelo Gabriele che annuncia a Maria di essere incinta di Gesù, la cui solennità liturgica cade il 25 marzo, viene utilizzato anche per rappresentare l'angelo che annuncia la resurrezione di Cristo alle tre Marie giunte al sepolcro. Il corteo si snoda dal santuario nel pomeriggio del lunedì dell'Angelo dopo la celebrazione della messa ed è accompagnato dalle marce allegre suonate dalla banda. La statua, portata a spalla, è condotta in processione solo per le vie del piccolo borgo, non toccando minimamente la città. Terminano così tutti i riti processionali pasquali ruvestini.

## Le tradizioni culinarie
Con l'arrivo della quaresima, sparendo dalla tavola cibi come la carne, i salumi e i cibi grassi (compresi i latticini), per ovviare a questa mancanza la tradizione culinaria ruvestina ha sempre fatto riferimento a verdure e pesce (su tutti baccalà e alici). Il cibo tipico dei venerdì di quaresima è senza dubbio il calzone, una pizza rustica ripiena di cipolle, baccalà, acciughe sotto sale, olive nere e spaghetti. Tipiche del giovedì santo sono le alici salate da servire in mezzo a un panino oppure da condire con porri e verdure varie. Altro cibo tipico è il baccalà usato sia d'inverno nelle feste natalizie, in questo caso fritto, sia in Quaresima, qui però cotto sui carboni. Il dolce tipicamente pasquale è senza dubbio la scarcella, rigorosamente prodotta in casa e fatta di pasta frolla e ricoperta dal "giuleppe" (che in dialetto ruvestino indica la glassa), decorata o da cioccolatini e confetti oppure da uova sode. La scarcella ruvestina può essere di varie forme alludendo ad animali o a oggetti di uso quotidiano.

## Turismo ed eventi correlati
La Settimana Santa ruvestina rientra nel novero dei ventuno comuni aderenti al progetto di promozione turistico-religioso Settimana Santa in Puglia, patrocinato dalla Regione Puglia e gestito dall'Associazione Culturale Opera di Molfetta. Il progetto si occupa della promozione dei riti della Settimana Santa attraverso pubblicazioni, conferenze nei comuni interessati, collaborazioni con i media nazionali e locali e la creazione di itinerari turistici imperniati sui riti processionali. Inoltre Ruvo ospita annualmente un raduno nazionale camperistico rivolto alla promozione dei riti della Settimana Santa, manifestazione che ha valso alla cittadina pugliese il titolo di Comune amico del turismo itinerante. Il flusso di turisti è costituito anche dal ritorno nel paese natio dei numerosi emigrati e dal soggiorno di cittadini provenienti dai comuni limitrofi o del sud Italia.
Le ultime due settimane di quaresima sono scandite dall'organizzazione di diversi concerti di marce funebri organizzati dalle confraternite o dalle parrocchie, come il Concerto delle musiche della passione istituito nel 1982 dalla confraternita Purificazione-Addolorata. La promozione del repertorio bandistico ruvestino e delle marce funebri viene svolta dal 1993 dal complesso Pino Minafra e la Banda di Ruvo di Puglia, nato per volere del jazzista Pino Minafra, fondatore anche dell'associazione RuvoMusica e diretto dal maestro Michele Di Puppo. Il progetto di Minafra intende rivalutare la tradizione bandistica, da non considerare come elemento folkloristico ma come un linguaggio musicale, attraverso la pubblicazione di album dedicati alle musiche della Settimana Santa e tour internazionali. L'associazione RuvoMusica ha infatti edito nel 1994 e nel 2011 due raccolte di marce funebri della tradizione bandistica ruvestina.
I riti della Settimana Santa di Ruvo di Puglia sono stati anche oggetto di pubblicazioni e saggi ma anche di diversi documentari come quello della RAI del 1979 e quello della Südwestrundfunk girato nel 2015 e andato in onda il 9 aprile 2017.
In concomitanza con la Settimana Santa la Pro Loco di Ruvo si occupa di allestire una mostra fotografica, Tempo memoria tradizione, che raccoglie oltre cinquant'anni di scatti fotografici relativi ai riti processionali e fornisce opuscoli informativi sulle manifestazioni. Per diversi anni il Comune di Ruvo ha patrocinato il concorso fotografico Un click sulla tua Settimana Santa, istituito nel 2010. Oltre agli occasionali servizi televisivi effettuati durante le processioni ruvestine, i riti vengono trasmessi in diretta streaming dalla tv online ruvesi.it.
Il 27 marzo 2013 a palazzo Avitaja si è svolta una manifestazione in cui le Poste Italiane hanno rilasciato un annullo filatelico dedicato alla processione degli Otto santi.

## Discografia
- Passione e Morte - Le musiche della Settimana Santa a Ruvo di Puglia, Ruvomusica, 1994
- I Giorni del Sacro - suoni e gesti della Settimana Santa in Puglia, Genius Loci, 2000
- La Banda - Musica sacra della Settimana Santa, Enja Records, 2011

## Filmografia
- Passione e Morte - I riti, i suoni, le immagini della Settimana Santa a Ruvo di Puglia, 1994 (VHS)